# Saska Kępa

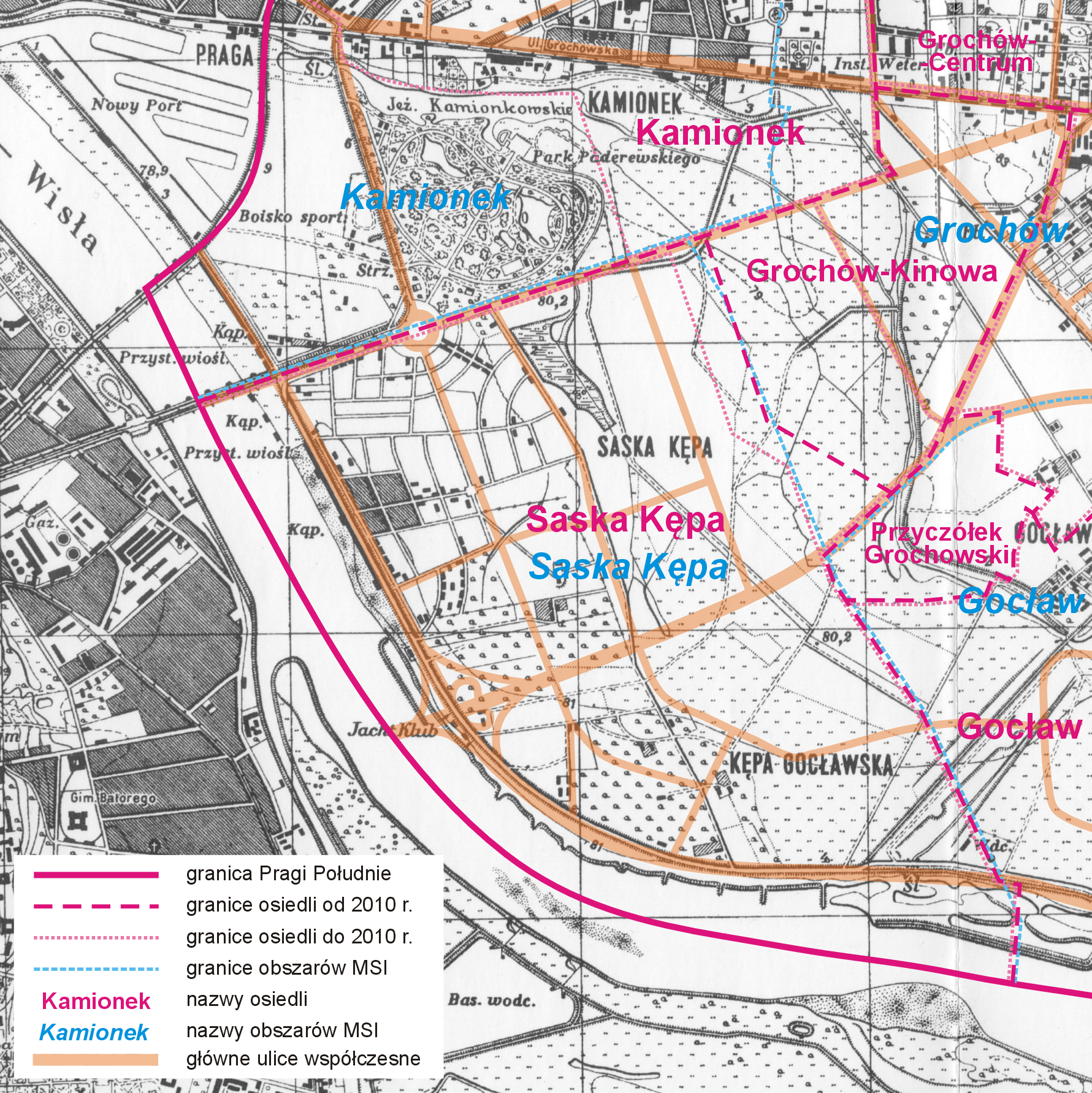
Saska Kępa na mapie topograficznej WIG z 1931 r. z naniesionymi współczesnymi głównymi ulicami i granicami

Saska Kępa – osiedle i obszar MSI w dzielnicy Praga-Południe w Warszawie. 
Saska Kępa ma status osiedla z własnym samorządem i pod względem administracyjnym stanowi część dzielnicy Praga-Południe, w ramach której sąsiaduje z Kamionkiem, Grochowem i Gocławiem. Przez część osób Saska Kępa jest potocznie określana jako dzielnica. Część Saskiej Kępy jest wpisana do wojewódzkiego rejestru zabytków jako strefa ochrony konserwatorskiej (nr rej. 942-A z 2 kwietnia 1979 r.).

## Nazwa

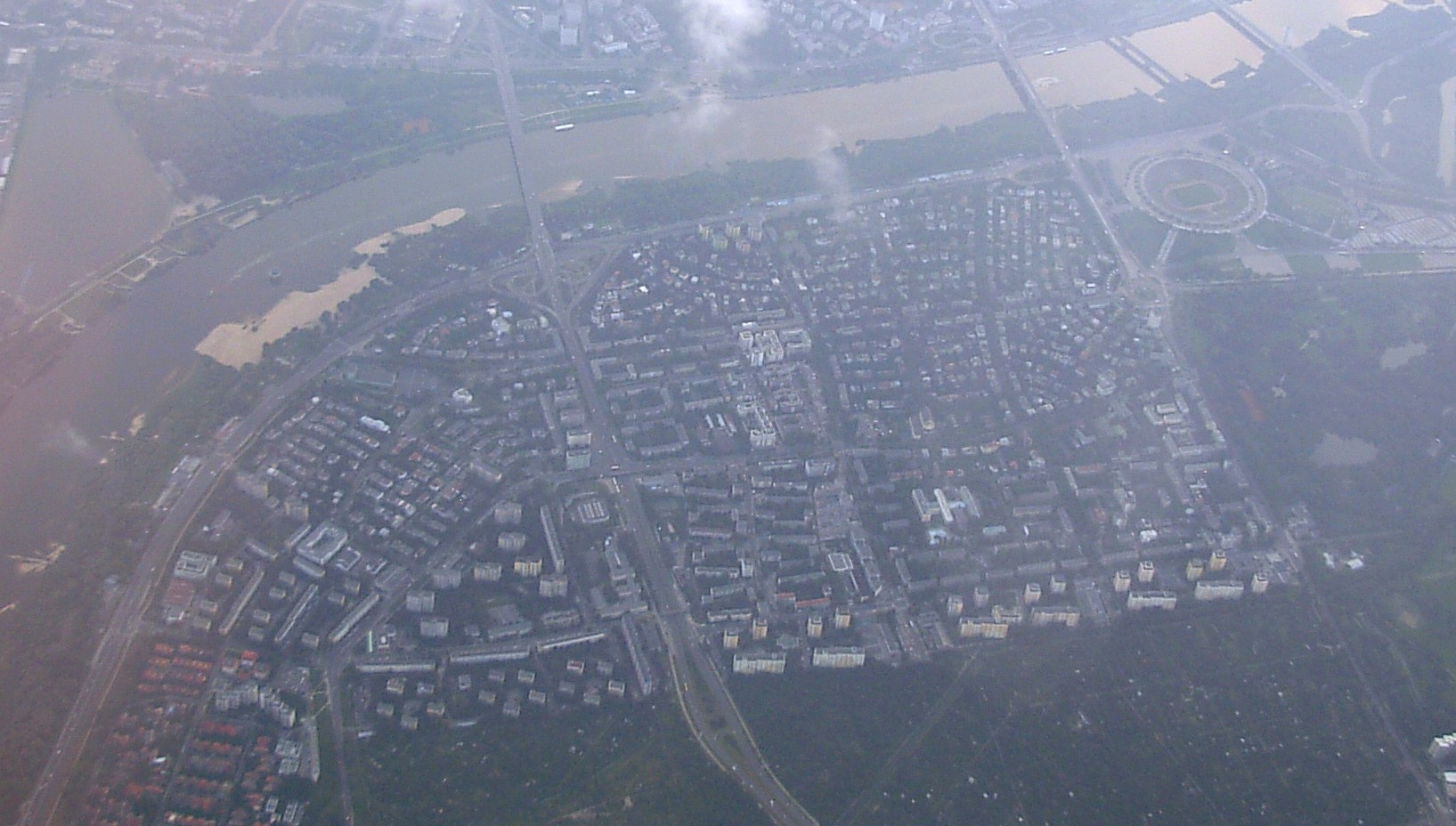
Saska Kępa z lotu ptaka (sierpień 2007)

Na przestrzeni wieków nazwa Saskiej Kępy wielokrotnie ulegała zmianom. Samo określenie Kępa wiązało się z jej położeniem na rzece. W jej dziejach nazywano ją:
- Kępą Wiślaną – od rzeki Wisły;
- Kępą Solecką[10] – od Solca, wraz z którym została w XIV wieku włączona do Warszawy;
- Kępą Kawczą[10] – od kawek, które się tam licznie gnieździły[11];
- Kępą Miejską;
- Kępą Holenderską[12], Oleandrami, lub Holandią – od zamieszkujących ją w XVII wieku osadników holenderskich, fryzyjskich i flamandzkich.

Stosowane do dziś określenie Saska Kępa pojawiło się w czasach saskich, gdy król August III Sas docenił jej walory rekreacyjne. Kępa była dzierżawiona przez dwór saski przez 60 lat.
Po II wojnie światowej, ze względu na zalegające nieczystości, Saską Kępę przezywano Szambo Zdrój.

## Historia

### Kępa jako część Solca

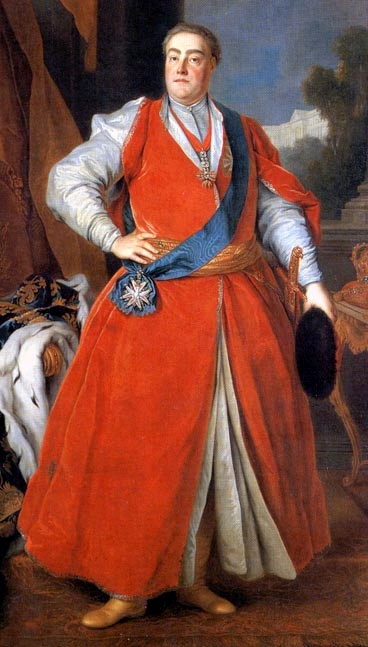
Portret króla Augusta III w stroju polskim z Orderem Orła Białego

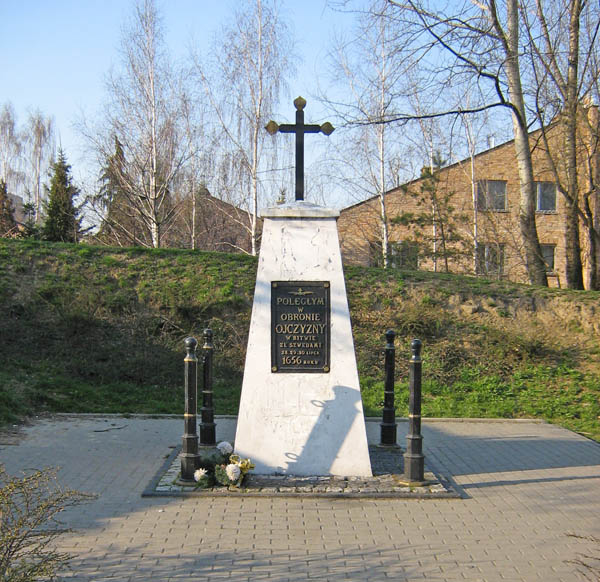
Pomnik Poległych w walce ze Szwedami w 1656 r.

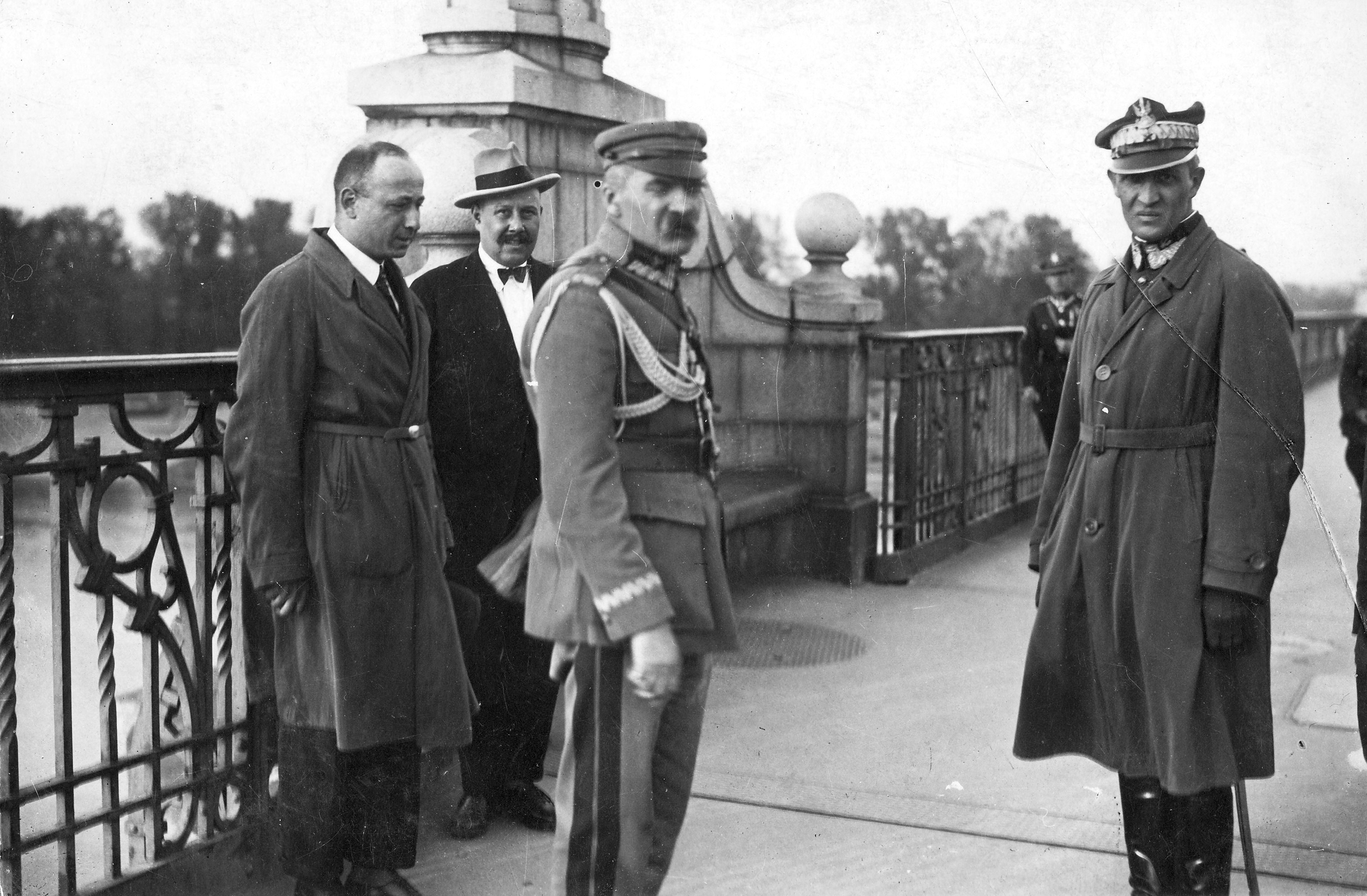
Józef Piłsudski na moście Poniatowskiego podczas przewrotu majowego. Z prawej generał Gustaw Orlicz-Dreszer

Początkowo historia Saskiej Kępy ściśle wiązała się z dziejami Solca. W XIV wieku znalazł się on we władaniu dwóch mieszczan – Piotra Bruno z Warszawy i Mikołaja Panczatki z Rawy, którzy 26 maja 1382 r. sprzedali go księciu Januszowi. Tym samym Kępa, jako przyległość Solca (wymieniona w dokumencie) znalazła się w obrębie Warszawy. Nie jest pewne usytuowanie względem rzeki w tamtym okresie – część badaczy sugeruje, że Solec wraz z Kępą znajdowały się początkowo na lewym brzegu Wisły, następnie nastąpiło wydzielenie się Kępy jako wyspy i miała miejsce jej stopniowa integracja z prawobrzeżem. Inni uważają, że Kępa zawsze znajdowała się na prawym brzegu, a połączenia lądowe z Solcem nie istniały. Istnieje również teoria, według której Kępa była po prostu wyspą, a z lądem łączyła się jedynie podczas suszy. Pewne jest natomiast, że pod względem urzędowym (w tym sądowym i parafialnym) Kępę traktowano jako część Solca.

### Początki osadnictwa i okres saski
Do XVII wieku Kępa nie była stale zamieszkiwana. Mieszkańcy Warszawy korzystali z niej jako miejsca, z którego pobierano materiały do budowy wałów, grobli i płotów. Jednak już w końcu XVI wieku tereny nadwiślańskie były stopniowo zasiedlane przez osadników przybywających z zachodniej Europy w związku z prześladowaniami religijnymi. Byli to głównie Holendrzy, Flamandowie i Fryzowie. Były to osoby bardzo biedne. W listopadzie 1628 r. osadnicy zawarli umowę z magistratem (w owym czasie większość Kępy, poza dwiema soleckimi łąkami, należała do Starej Warszawy), na mocy której uzyskali 40-letnią dzierżawę Kępy na korzystnych warunkach (pięć lat wolnizny, a następnie czynsz w wysokości 24 gr z morgi). Osadnicy osiedli na Kępie trudnili się warzywnictwem, rolnictwem i hodowlą. Wiadomo, że opuścili ją przed upływem 40 lat. Stałemu zamieszkiwaniu nie sprzyjały ówczesne warunki – ciągłe wylewy rzeki oraz walki w czasie potopu szwedzkiego, szczególnie zaś boje o stolicę.
Po opuszczeniu Kępy przez Holendrów magistrat nie zrezygnował z czerpania dochodów poprzez jej dzierżawę. Kolejnymi dzierżawcami byli przybysze ze Szkocji, kupcy, mieszczanie, a od 1694 – Jakub Sobieski, który następnie przelał swoje prawa na Stanisława Antoniego Szczukę. W tym czasie Kępa stała się terenem wykorzystywanym w celach militarnych – swoje wojska gromadzili tu m.in. Jakub Sobieski, Szwedzi, Sasi i Rosjanie. Obecność oddziałów wiązała się z grabieżami i zniszczeniami. W tym czasie Kępa była też wykorzystywana jako miejsce pod hodowlę i uprawę warzyw, zaś miasto dalej korzystało z jej wikliny oraz drzew. W XVIII wieku Kępa przeszła w dzierżawę rodziny Dönhoffów, Józefa Loupii – prezydenta Warszawy oraz Piotra Riaucourta. W 1735 r. tereny całej Kępy zostały wydzierżawione przez Augusta III (inni dzierżawcy zostali spłaceni), co przyczyniło się do stabilizacji na jej obszarze. Kępę zaczęto wówczas określać mianem Saskiej. Stała się jednym z miejsc rekreacji, z Solca na Kępę urządzano wyścigi na łyżwach, a król często odwiedzał usytuowany na terenie dzisiejszego Parku Skaryszewskiego Pałac Myśliwski. Mimo braku sukcesorów po Sasach w związku z decyzją magistratu Saska Kępa pozostawała pod specjalnym zarządem aż do 1797 roku. Podczas insurekcji kościuszkowskiej pozbawiona została znacznej części swego drzewostanu, pojawiły się na niej liczne szańce. Odegrała ważną rolę podczas rosyjskiego szturmu na Pragę w 1794 roku.

### Rozwój Saskiej Kępy

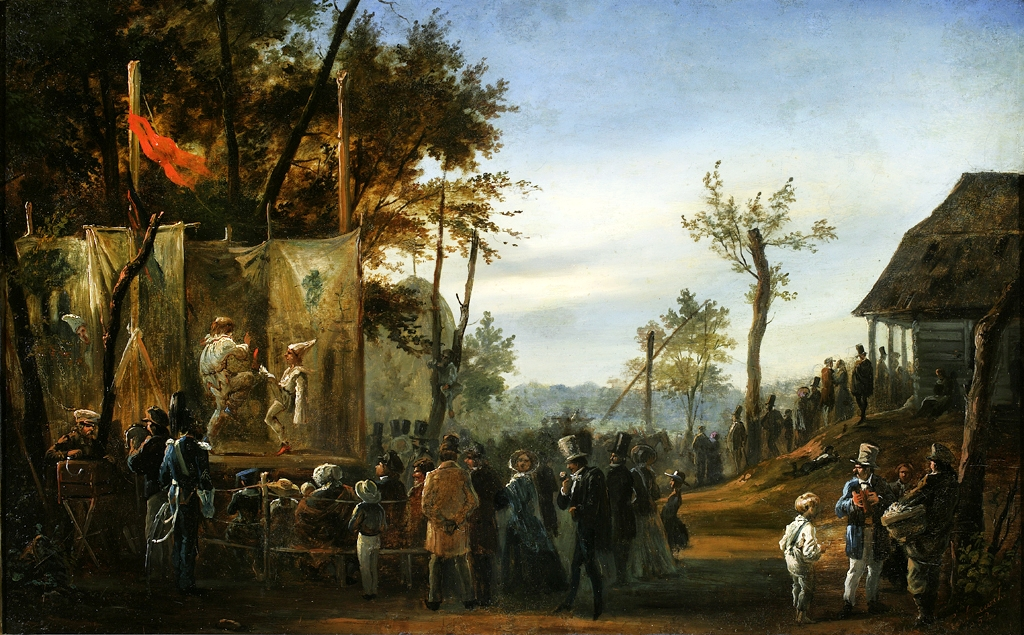
Franciszek Kostrzewski, Cyrk na Saskiej Kępie, 1852

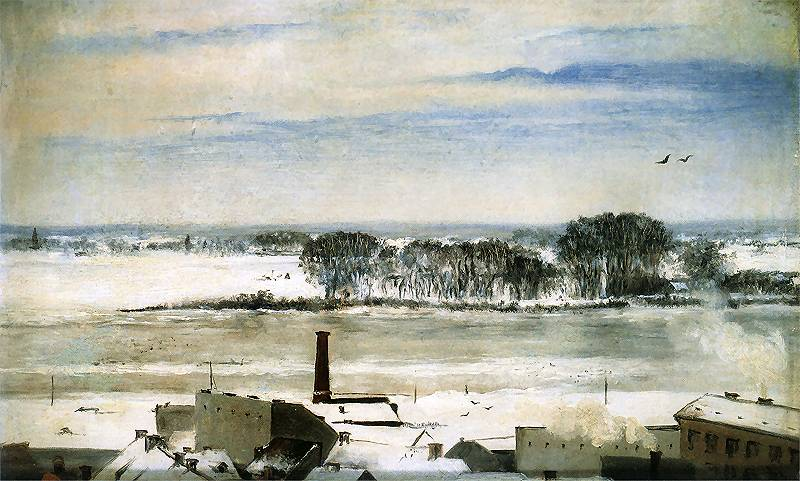
Anna Bilińska-Bohdanowiczowa, Widok z okna konserwatorium. Saska Kępa zimą, 1877

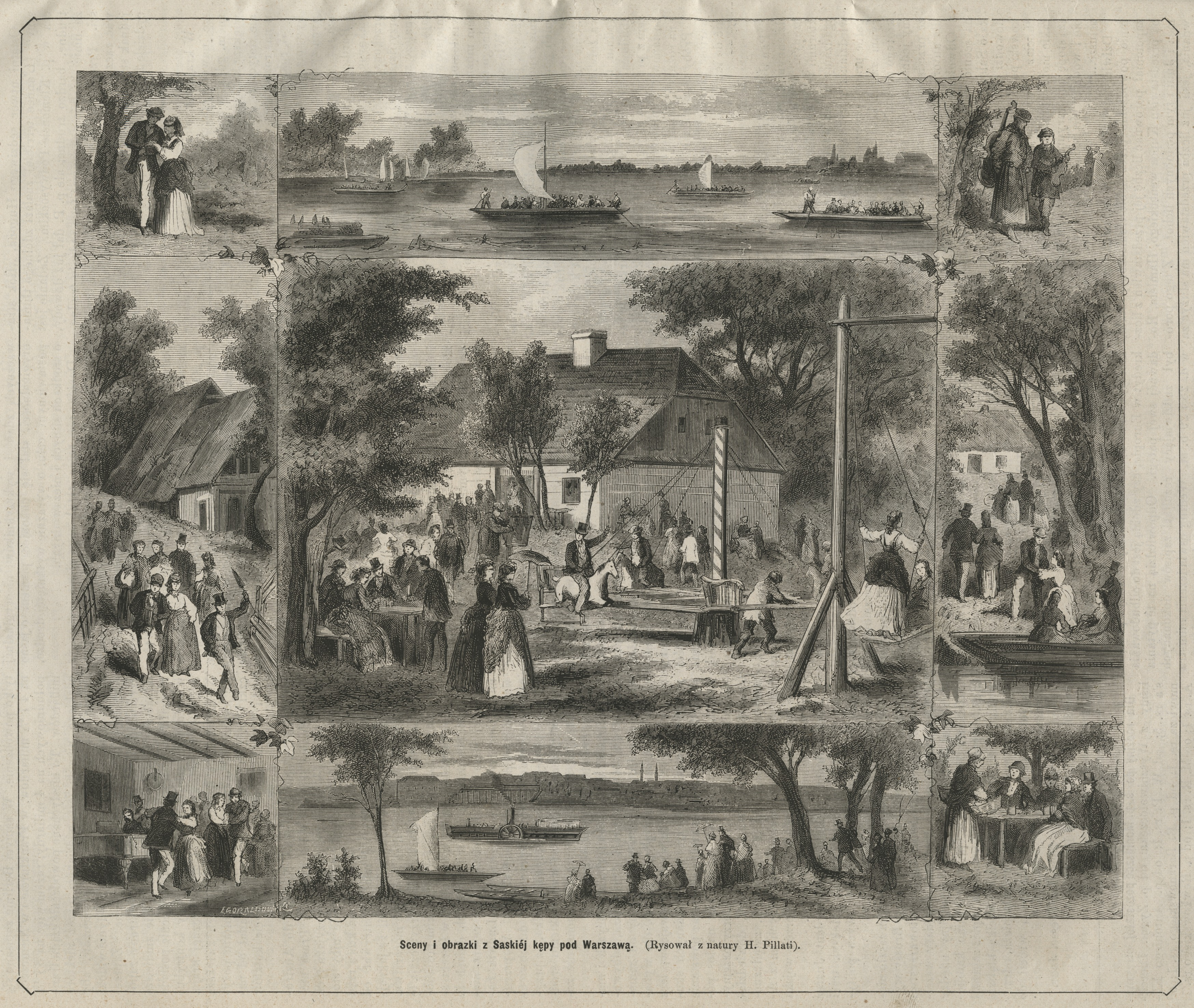
Saska Kępa w latach 70. XIX wieku

W 1806 r. cała Saska Kępa została sprzedana Zofii i Antoniemu Habelmanom, którzy to w 1811 r. sprzedali ją w trzech częściach po 70 morgów – nabywcami byli Jan Jobs, Janold Dauter i Krystian Winter. W tym czasie na Saskiej Kępie zaczęły powstawać drewniane zabudowania, głównie domy parterowe. Wytyczono również pierwsze stałe szlaki komunikacyjne, zaś główną arterią był tymczasowy drewniany most łączący Kępę z Pragą. Pojawiać zaczęły się karczmy, restauracje z ogródkami, strzelnice, boiska i huśtawki. Saska Kępa stała się miejscem wypoczynku, rozrywki i zabaw. Zabudowania uległy zniszczeniu podczas działań wojennych po bitwie pod Olszynką Grochowską w 1831 r., jednak po ich ustaniu zostały odbudowane.
W 1864 r. osadnicy, którzy chcieli uniknąć płacenia podatków na rzecz miasta, doprowadzili do uznania ich za włościan i stali się, w wyniku carskiej reformy rolnej, właścicielami gruntów – Saska Kępa została wydzielona z Warszawy i stała się wsią podmiejską przydzieloną do gminy Wawer. Na Kępie było wówczas 14 domów, a liczba mieszkańców wynosiła 114. Aż do XX wieku pozostawała ona przede wszystkim terenem rekreacyjnym, który masowo odwiedzano w niedziele i święta. Dopiero z czasem doceniono jej bliskie położenie względem centrum miasta i rozpoczęto tworzenie planów jej zabudowy. Pierwsze próby wytyczenia ulic rozpoczęto już w 1903 roku, jednak projekt rozparcelowania Saskiej Kępy pod zabudowę miejską pojawił się dopiero w latach 1910–1911. Szansą dla rozwoju tych obszarów miała stać się także budowa tzw. Trzeciego Mostu w latach 1905–1913. W 1916 r. Saska Kępa ponownie znalazła się w granicach Warszawy. Zaraz po I wojnie światowej stała się ważnym zapleczem podczas wojny z bolszewikami – stacjonowały tu oddziały gen. Franciszka Latinika, znalazły się tu również szpitale polowe i magazyny. Kolejny raz w celach militarnych została wykorzystana w roku 1926, gdy znalazły się na niej wojska podporządkowane marszałkowi Józefowi Piłsudskiemu.

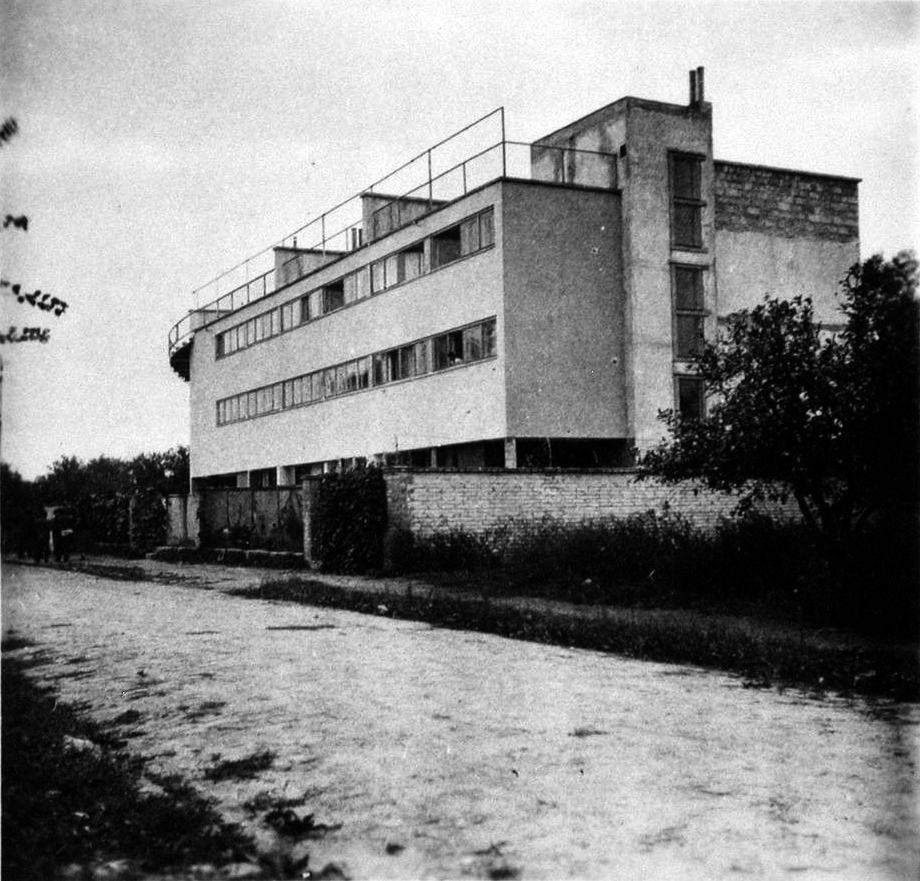
Ulica Katowicka na Saskiej Kępie w latach 30. XX wieku

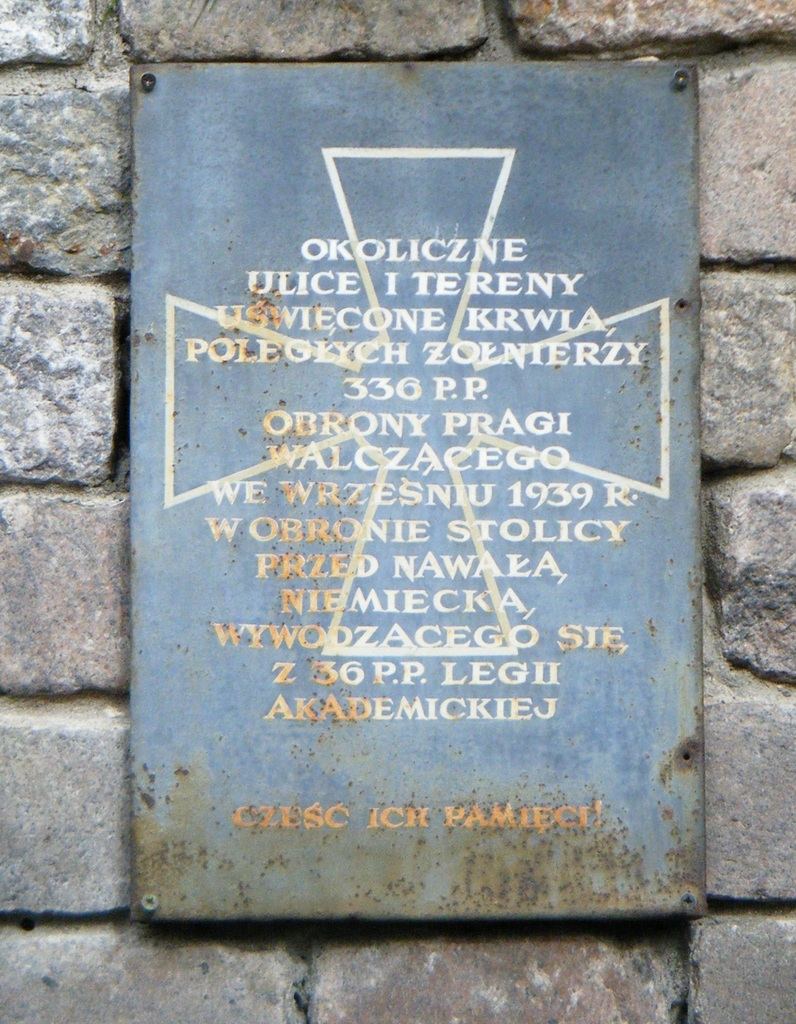
Tablica upamiętniająca walki przy ul. Bajońskiej

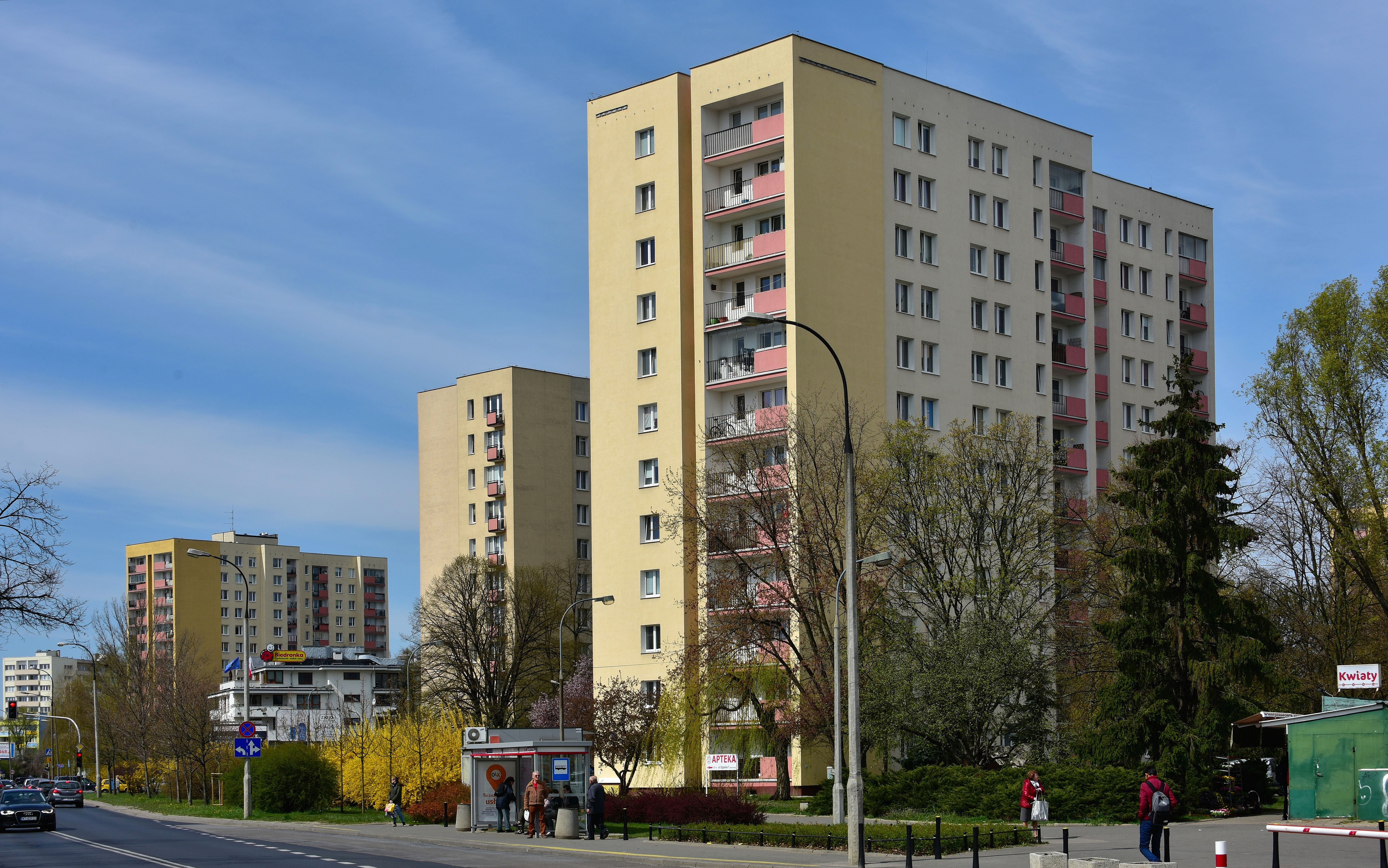
Budynki mieszkalne przy ul. Egipskiej

Okres dwudziestolecia międzywojennego był dla Saskiej Kępy wyjątkowo pomyślny. Odbudowano most Poniatowskiego, pojawiła się zabudowa willowa. Dzięki temu Saska Kępa uzyskała status eleganckiej dzielnicy mieszkaniowej miasta. Pomyślny rozwój przerwany został przez II wojnę światową – w dzielnicy pojawiły się barykady, m.in. na rogu ulic Francuskiej i Zwycięzców. Do walk z Niemcami doszło m.in. przy Bajońskiej, Ateńskiej i Berneńskiej. Nieudana próba zniszczenia placówki napastników przy Wale Gocławskim zakończyła się odwrotem, a walki przeniosły się w rejon Francuskiej, Zwycięzców, Radziłowskiej, Obrońców i Poselskiej. Obrona dzielnicy była istotna z punktu widzenia całej Warszawy, gdyż nie dopuszczała wroga do prowadzącego do Śródmieścia mostu Poniatowskiego. W czasie walk całkowicie lub częściowo zniszczono ok. 20% willowej zabudowy Saskiej Kępy.

### Okres okupacji
W latach okupacji niemieckiej przy ulicy Lipskiej funkcjonowała konspiracyjna drukarnia. Część mieszkańców Saskiej Kępy zaangażowana była w udzielanie pomocy Żydom - jedną z osób, która przetrwała część wojny ukrywając się na Saskiej Kępie była rzeźbiarka Magdalena Gross.

### Po II wojnie światowej
Saska Kępa była jedną z najmniej zniszczonych w czasie wojny części miasta. Zniszczenia zabudowy szacowano na ok. 20%. Powstała tam lokalna pracownia Biura Odbudowy Stolicy, która opracowała kompleksowy projekt odbudowy.
W 1946 r. została włączona w skład dzielnicy Praga-Południe. Znalazła się tym samym w tej samej jednostce administracyjnej, co obszary rozwijające się dotąd zupełnie odmiennie. Odgórne decyzje przyczyniły się również do zakłócenia jej dotychczasowego stylu – głównie poprzez lansowanie budowy domów mieszkalnych pozbawionych walorów architektonicznych. Dotychczasowy charakter Saskiej Kępy nie odpowiadał bowiem założeniom komunistycznych władz rządzących Polską po zakończeniu II wojny światowej. Krytykowano go m.in. na łamach „Stolicy”, gdzie w 1950 roku pisano:

Dziś Saska Kępa jest ciężkim i trudnym orzechem dla urbanistyki opierającej się na socjalistycznych założeniach. [...] Jedynie postulat zysku stanowił o obliczu dzielnicy, bez oglądania się na przestrzenne i realne potrzeby ludności.

Elementem nowej polityki było również domeldowywanie przypadkowych osób do mieszkań dotychczasowych właścicieli, tak aby przedwojenne wille zamienić w wieloizbowe domki. Pod względem administracyjnym Saska Kępa pozostała częścią Pragi-Południe, jednak wśród jej mieszkańców silne jest poczucie odrębności, związane m.in. z odmienną, wywodzącą się jeszcze z dwudziestolecia, strukturą społeczną (liczna inteligencja), a także z faktem, że w swej historii Saska Kępa nigdy nie była przedmieściem w negatywnym sensie tego określenia. Wyrazem dezaprobaty mieszkańców dla zachodzących zmian w strukturze społecznej dzielnicy było określenie budowanego na początku lat 70. osiedla na Kępie Gocławskiej mianem Chamowa, co utrwalił w swej twórczości Miron Białoszewski.
Latem i jesienią 1989 Saska Kępa była świadkiem ewakuacji ok. 6 tys. obywateli NRD, którzy przez znajdującą się wówczas przy ul. Katowickiej Ambasadę Republiki Federalnej Niemiec usiłowali przedostać się na Zachód. W 2010 wydarzenia te upamiętniono pomnikiem pt. Przez Warszawę ku Wolności.

## Projekty terenów wystawowych
W związku z upowszechniającą się w XIX wieku ideą wystaw światowych również w Warszawie pojawiły się plany zorganizowania takiego przedsięwzięcia. W tym celu konieczne było znalezienie terenu względnie płaskiego i położonego w pobliżu centrum miasta. Pod tym względem atrakcyjna wydawała się właśnie Saska Kępa, szczególnie że realna była perspektywa wybudowania Trzeciego Mostu. Plany wykorzystania dzielnicy jako terenu wystawowego ukazywały się drukiem na przestrzeni lat 1904–1938. Początkowo projekty tworzono z myślą o wystawie światowej w 1944 roku, z czasem jednak bardziej popularna stała się koncepcja przedstawienia osiągnięć Polski w związku z 25. rocznicą odzyskania niepodległości.
W 1919 roku władze miasta zatwierdziły nawet stosowny projekt. Z kolei w 1925 swój plan przedstawił Antoni Jawornicki, co wzbudziło wówczas duże zainteresowanie i szeroko prezentowane było w prasie. Projektów jednak nie realizowano, m.in. z uwagi na brak środków na odszkodowania za wywłaszczenia oraz większą potrzebę budowy nowych mieszkań niż utrzymywania terenów pod wystawy. Kolejne plany w coraz mniejszym stopniu dotyczyły obszaru dzisiejszej Saskiej Kępy, koncentrując się głównie na terenach obecnego Stadionu Narodowego oraz Parku Paderewskiego. Wiązano z nimi również plany stworzenia odpowiedniej infrastruktury w innych miejscach Warszawy, jak np. centralnego dworca pocztowego oraz lotniska pasażerskiego na Gocławiu. Ostatni przedwojenny projekt zakładał częściowy powrót do pierwotnych koncepcji – tereny wystawowe miałyby być zlokalizowane po obu stronach Kanału Wystawowego, którego nazwa do dziś przypomina o ówczesnych koncepcjach. Choć plany nie zostały zrealizowane, to jednak rzutowały one na rozwój dzielnicy w okresie międzywojennym. Saska Kępa miała prezentować się jako dzielnica elitarna, reprezentacyjna dla europejskiej stolicy. Ostatni projekt dotyczący zlokalizowania na jej obszarze terenów wystawowych omawiany był w 1946 roku przez członków Biura Odbudowy Stolicy, nie miał on już jednak wiele wspólnego z planami przedwojennymi. Obecnie pamiątkami dotyczącymi przedwojennych planów wystawowych są nie tylko nazwa kanału i nawiązujące do miast i państw całego świata nazwy ulic Saskiej Kępy, ale także znajdująca się w pobliskim Parku Skaryszewskim rzeźba Rytm Henryka Kuny (nagrodzona na Międzynarodowej Wystawie Sztuki Dekoracyjnej w Paryżu w 1925) oraz kapliczka autorstwa Janusza Alchimowicza (nagrodzona przez IPS przed wyjazdem do Paryża na wystawę Sztuka i Technika w 1937).

## Urbanistyka
Zagospodarowanie przestrzenne Saskiej Kępy wiąże się ściśle z historią planowania rozwoju całego miasta. Gdy w XIX wieku powstała Cytadela równocześnie przewidziano pas forteczny przebiegający także na prawym brzegu Wisły. W obrębie tego terenu znalazła się również Saska Kępa. Z tego względu praktycznie aż do odzyskania niepodległości przez Polskę nie była ona oficjalnie objęta żadnym planem zabudowy. Po 1918 roku pojawiły się różne koncepcje jej zagospodarowania, związane m.in. z modną wówczas ideą miasta-ogrodu. Według planów pochodzących jeszcze z 1916 roku na Saskiej Kępie przewidywano zabudowę luźną, willową, z dużym udziałem zieleni. Niska zabudowa miała wiązać się z możliwością napływu zdrowego powietrza od strony lasów otwockich, które Alejami Jerozolimskimi miałoby napływać do Śródmieścia.
W 2006 roku część obszaru Saskiej Kępy została objęta Miejscowym Planem Zagospodarowania Przestrzennego. Od 2023 ochroną planistyczną pozostaje objęte także Osiedle Marokańska. Bez ochrony planistycznej pozostaje pas terenu rodzinnych ogrodów działkowych położonych nad Kanałem Wystawowym - prace nad planem rozpoczęły się w 2015 roku, ale nie zostały zakończone.

### Nazewnictwo ulic
Większość nazw ulic Saskiej Kępy pogrupować można w kilka kategorii. W okolicy Ronda Waszyngtona dominuje nazewnictwo związane z postacią księcia Józefa Poniatowskiego – aleja Księcia Józefa Poniatowskiego (wraz z Mostem), ulice Elsterska, Berezyńska i Lipska oraz pobliska al. Zieleniecka. Znaczna część nazw ulic nawiązuje do I wojny światowej, postanowień traktatu wersalskiego i porządku międzynarodowego okresu dwudziestolecia międzywojennego. Stąd m.in. ulice Walecznych, Obrońców, Zwycięzców, Francuska, Wersalska, Paryska, Haska, Poselska (dawniej również Koalicyjna i Traktatowa), ale także np. Katowicka. Państwom poświęcono m.in. Łotewską, Estońską, Meksykańską, Kubańską i Finlandzką, utworzono również ulice Czeską i Gruzińską, mimo iż oba państwa wchodziły w skład większych organizmów politycznych. Różne europejskie miasta upamiętniać miały m.in. Madrycka, Bukareszteńska, Kopenhaska, Zagrebska i Lublańska, a do dziś istnieją Peszteńska, Londyńska, Ateńska czy Lizbońska. Mimo zaniechania utworzenia w najbliższym sąsiedztwie terenów wystawowych nazwy międzynarodowe nadawano także ulicom powojennym. Osobną grupę stanowią ulice poświęcone Polkom – Królowej Aldonie, Dąbrówce i legendarnej Wandzie. Do historii dzielnicy nawiązują: ulica Jakubowska (przy dawnej siedzibie żydowskich pośredników handlowych, których zwano Jakubowiczami od Szmula Jakubowicza Zbytkowera), Rondo Karola Edmunda Wolframa, pochodzącego z rodziny o olęderskich korzeniach właściciela wielu gruntów na Saskiej Kępie i inicjatora przedsięwzięć melioracyjnych oraz Kanał Wystawowy. Z topografią miasta związana jest nazwa Wału Miedzeszyńskiego (wcześniejsze nazwy: ul. Miedzeszyńska, ul. Brzegowa). Znajdują się tu także ulice nazwane od miejscowości w Polsce, m.in. Niekłańska, Zakopiańska, Szczuczyńska. Klasyfikacji wymykają się m.in. ulice Alfreda Nobla i Jana Styki.

## Architektura

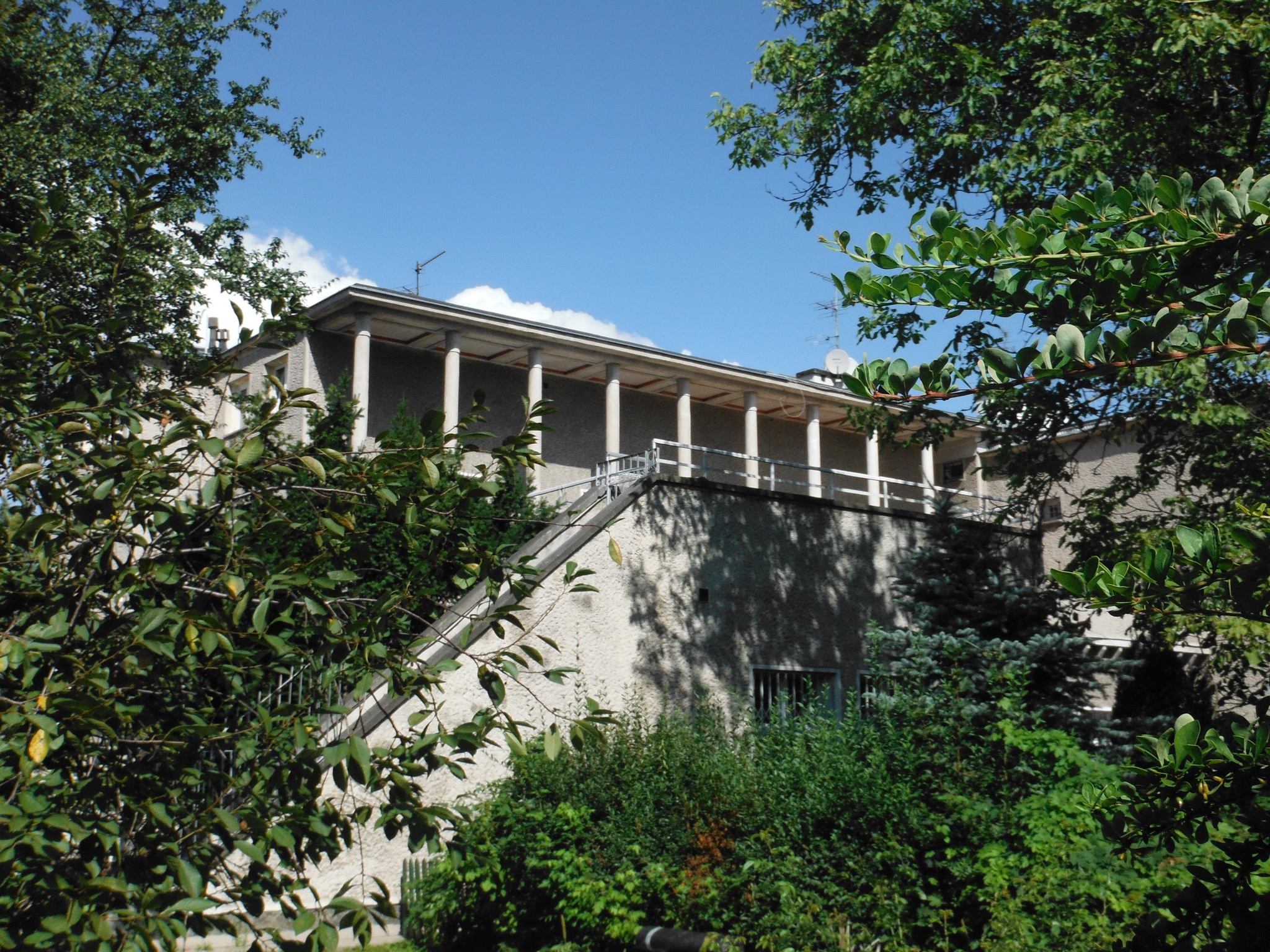
Przedwojenna willa przy ul. Rzymskiej (proj. Bohdan Pniewski)

W znacznej części obszaru zabudowa jest willowa z zachowaną architekturą międzywojenną, szczególnie na północnym zachodzie. Dalej kilka osiedli mieszkaniowych zbudowanych na przełomie lat 50. i 70. XX wieku. Także kilka pojedynczych apartamentowców. Wiele przykładów przedwojennego modernizmu, z których znaczna część nie jest jednak wpisana do rejestru zabytków. W ostatnich latach obserwuje się ponowne zainteresowanie społeczne modernistyczną architekturą Saskiej Kępy, także poza granicami Polski.
Obecna zabudowa (willowa) zaczęła powstawać w latach trzydziestych XX w. Planowane było zrealizowanie koncepcji Miasta Ogrodu, popularnej w Europie w okresie przedwojennym. Podobna koncepcja była realizowana także na Żoliborzu, nieco starszej dzielnicy lewobrzeżnej Warszawy. Saska Kępa nie ucierpiała zbytnio z powodu działań wojennych, chociaż na fasadach kilku domów w willowej części do tej pory widoczne są ślady kul z okresu wojny. W okresie PRL-u wybudowano wiele budynków wielorodzinnych na wówczas jeszcze niezabudowanych terenach. Najpierw kamienice (np. przy ul. Angorskiej), później również osiedla z wielkiej płyty (Osiedle Międzynarodowa, Osiedle Ateńska). Po 1989 r. wybudowano punktowo wiele nowych budynków, w tym kilka apartamentowców, a w XXI wieku powstało tzw. Osiedle Saska położone na granicy Saskiej Kępy i sąsiedniego Gocławia.
W 2016 roku ustanowiona została Nagroda im. Bohdana Lacherta i Józefa Szanajcy dla inwestycji, które wpisują się w charakter przedwojennej zabudowy Saskiej Kępy. Nagroda jest inicjatywą Stowarzyszenia "ŁADna Kępa", a jej drugą edycję ogłoszono w 2023 roku.

## Osoby związane z Saską Kępą

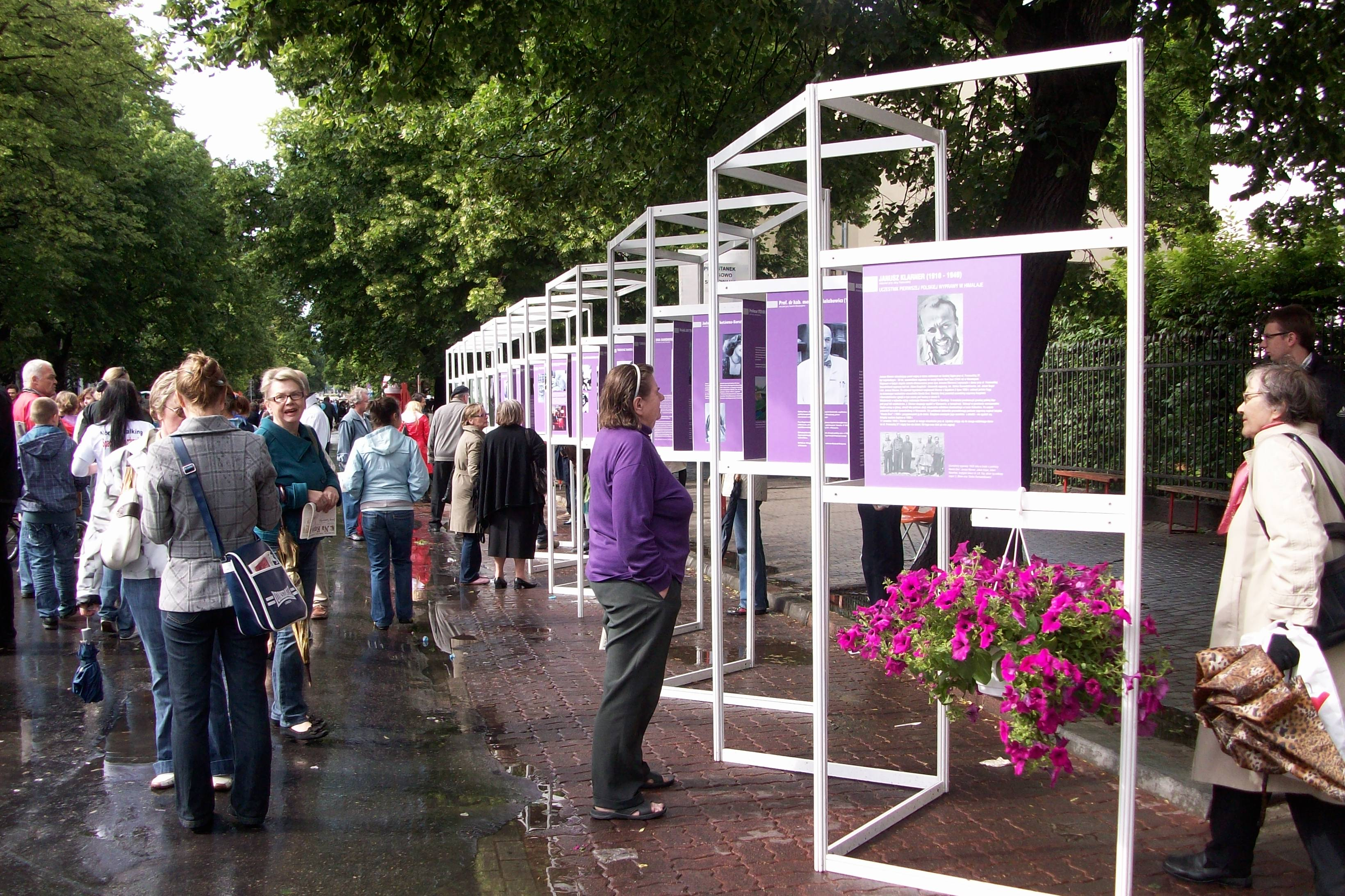
Wystawa „Ludzie Saskiej Kępy” podczas święta dzielnicy w 2009 roku

Specyfika dzielnicy związana jest m.in. z faktem, że zarówno przed II wojną światową, jak i po niej, Saską Kępę w dużej mierze zamieszkiwali przedstawiciele wolnych zawodów. Mieszkali tu m.in. wojskowi (gen. Stanisław Bułak-Bałachowicz, gen. Tadeusz Kutrzeba, płk. Camillo Perini, ppor. Konrad Guderski), inżynierowie (Władysław Terlecki, Czesław Klarner, Władysław Tryliński), lekarze (Ludwik Hirszfeld, Wacław Graba-Łęcki), kompozytorzy (Witold Lutosławski, Tadeusz Baird). Stosunkowo licznie zamieszkiwali na Saskiej Kępie także handlowcy, przemysłowcy, naukowcy, prawnicy i działacze państwowi (m.in. Wacław Grzybowski, czy też prezydent Warszawy Marceli Porowski). Swoje domy mieli tu również pisarze tacy jak Stefan „Wiech” Wiechecki, Zuzanna Rabska, Mieczysław Guranowski czy Alina i Czesław Centkiewiczowie.
Jedną z liczniejszych grup stanowili artyści, w tym śpiewacy (Józef Korolkiewicz, Eugeniusz Mossakowski, Ewa Bandrowska-Turska), architekci (np. Bohdan Lachert), architekci wnętrz (Stanisław Miedza-Tomaszewski, Władysław Wincze), malarze (Teresa Roszkowska, Jan Cybis, Bronisław Kopczyński), ceramicy (Wanda Gosławska, Zofia Palowa, Hanna Żuławska). Wśród artystów plastyków najliczniej reprezentowani byli jednak rzeźbiarze, szczególnie przy ul. Alfreda Nobla, gdzie w szeregowych domkach znajdowały się pracownie Józefa Trenarowskiego, Adama Romana, Józefa Gosławskiego, Kazimierza Bieńkowskiego, Eugeniusza Żarkowskiego, Tadeusza Świerczka i Adama Prockiego. Oprócz nich na Saskiej Kępie mieszkali również: Stanisław Sikora, Stefan Momot, Wojciech Czerwosz, Mieczysław Lubelski, Jerzy Chojnacki, Karol Tchorek. Spośród aktorów mieszkańcami dzielnicy byli m.in. Jan Kobuszewski, Zygmunt Hübner, Edmund Wierciński i Aleksander Żabczyński.

## Rzeźby i tablice pamiątkowe

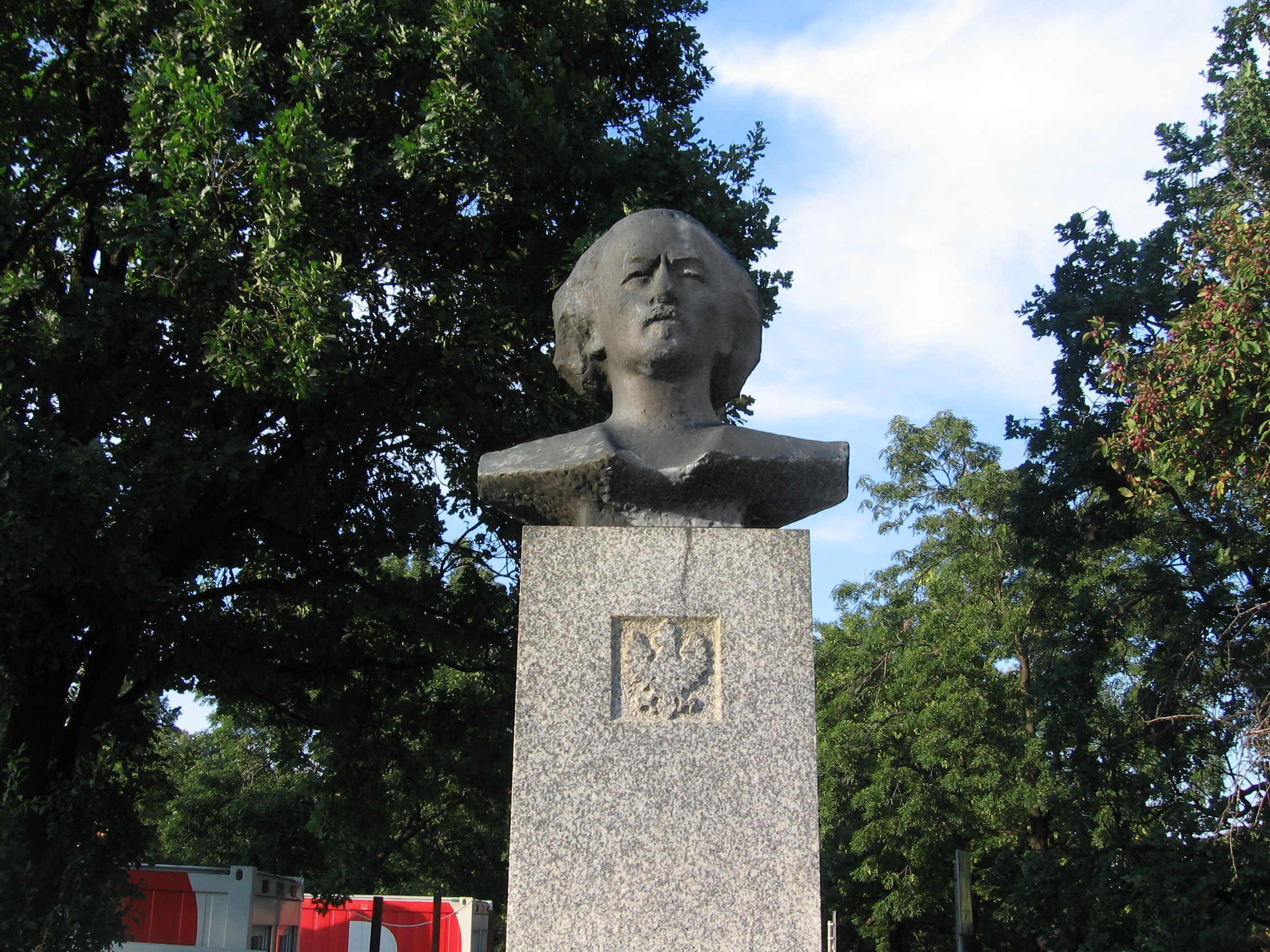
Popiersie Ignacego Jana Paderewskiego autorstwa Stanisława Sikory

Na Saskiej Kępie znajdują się liczne rzeźby i tablice pamiątkowe. Aż trzy popiersia znanych Polaków wykonał mieszkaniec Saskiej Kępy Stanisław Sikora. Są to rzeźby upamiętniające Stefana Żeromskiego (Plac Przymierza), Bolesława Prusa (przed liceum jego imienia przy ul. Zwycięzców) oraz Ignacego Jana Paderewskiego (przy Rondzie Waszyngtona, de iure poza granicami współczesnego osiedla Saska Kępa). Oprócz nich swoje pomniki mają również Agnieszka Osiecka (na rogu ul. Francuskiej i ul. Obrońców), Jerzy Waszyngton (popiersie przy Rondzie Waszyngtona), Adam Mickiewicz (ul. Kubańska), Stefan Starzyński, a także René Goscinny. Przy Wale Miedzeszyńskim znajduje się pomnik w formie kapliczki poświęcony poległym w walce ze Szwedami w 1656 roku, zaś przy ulicy Egipskiej kompozycja Ad Astra z 1974 autorstwa Macieja Szańkowskiego. Na terenie osiedla Ateńska zachował się zespół rzeźb wykonanych podczas plenerów artystycznych z udziałem m.in. Czesława Kozanowskiego, Adama Myjaka czy Ryszarda Wojciechowskiego. Ponadto do 2019 na terenie Saskiej Kępy (na skwerze Ryskim) znajdował się pomnik gen. Zygmunta Berlinga.
Oprócz wymienionych liczne rzeźby znajdują się w bezpośrednio sąsiadującym z Saską Kępą Parku Skaryszewskim im. Ignacego Jana Paderewskiego.
Część mieszkańców upamiętniona została tablicami na domach, w których mieszkali lub pracowali. W ten sposób wyróżniono m.in.
Witolda Lutosławskiego (ul. Zwycięzców), Konrada Guderskiego (ul. Saska), Jana Cybisa (ul. Walecznych), Bronisława Tomeckiego (róg ul. Zwycięzców i Zakopiańskiej), Władysława Terleckiego (róg ul. Zwycięzców i Zakopiańskiej), Stanisława Sikorę (ul. Obrońców), Agnieszkę Osiecką (ul. Dąbrowiecka). Ponadto jedna z tablic przy ul. Obrońców upamiętnia wizytę Pabla Picassa w Warszawie, a tablica przy ul. Dąbrowieckiej ewakuację uciekinierów z NRD do RFN.

## Transport

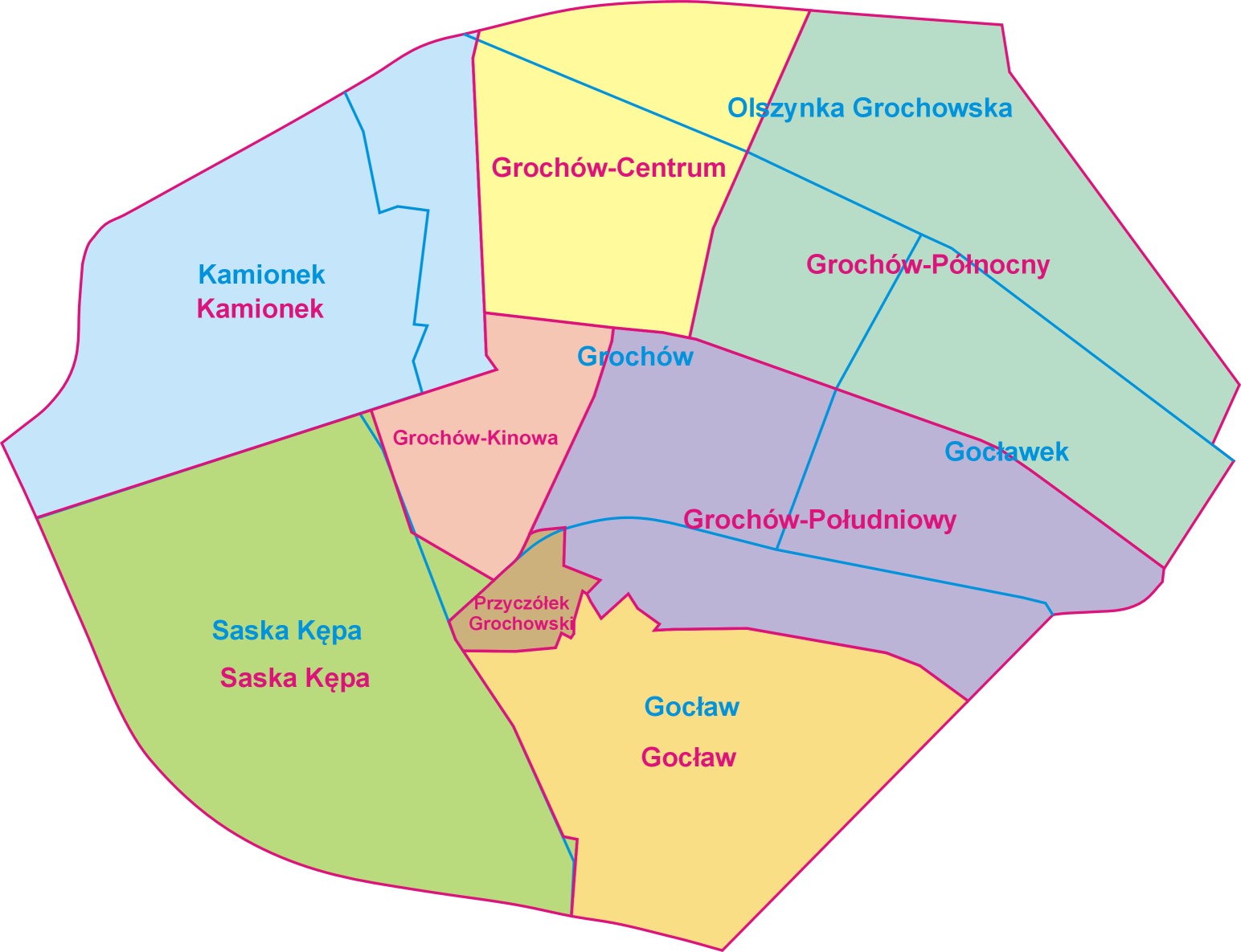
Położenie Saskiej Kępy na obszarze Pragi-Południe

Saska Kępa ma zapewnione połączenia komunikacyjne z sąsiednimi częściami miasta. W kierunku Śródmieścia prowadzą Most Poniatowskiego oraz Most Łazienkowski. Wyjazd w kierunku północnym możliwy jest z Wału Miedzeszyńskiego na Wybrzeże Szczecińskie oraz al. Zieleniecką. Na wschód prowadzą al. Waszyngtona oraz al. Stanów Zjednoczonych, stanowiąca odcinek Trasy Łazienkowskiej. W kierunku Gocławia przejazd umożliwiają przede wszystkim Wał Miedzeszyński oraz ul. Egipska. Głównymi traktami komunikacyjnymi w obrębie dzielnicy są:
- ciąg ul. Francuska – pl. Przymierza – ul. Paryska – ul. Wersalska;
- ciąg ul. Saska – ul. Egipska;
- ul. Zwycięzców
- al. Stanów Zjednoczonych;
- Wał Miedzeszyński.

W najbliższej przyszłości jedyną nową inwestycją drogową jest planowana aleja Tysiąclecia (ok. 1,4 km), która miałaby połączyć Wał Miedzeszyński z Trasą Łazienkowską. Od 2012 roku na terenie Saskiej Kępy działają stacje systemu Veturilo, a od listopada 2024 część obszaru Saskiej Kępy objęta jest strefą płatnego parkowania.
Autobusy komunikacji miejskiej kursują wymienionymi wyżej ulicami, a także Międzynarodową, Brazylijską, Ateńską i Brukselską. Saska Kępa ma też połączenia tramwajowe z innymi dzielnicami – w kierunku Śródmieścia (Most Poniatowskiego), Grochowa (al. Waszyngtona) i Pragi (al. Zieleniecka). Najbliższe stacje metra to Centrum i Politechnika oraz Stadion Narodowy, znajdujące się poza terenem Saskiej Kępy. Komunikacja miejska zapewnia połączenia z głównymi dworcami, w tym Centralnym i Wschodnim, a także z najbliższymi stacjami kolejowymi obsługującymi ruch lokalny – PKP Powiśle i PKP Stadion. Komunikacja miejska docierała na Saską Kępę już w latach 30. XX wieku – były to jeżdżące przez Most Poniatowskiego tramwaje M, 7, 12 i 24 oraz autobus linii S – początkowo tylko na Rondo Waszyngtona, a od września 1936 aż do ul. Wersalskiej.
Przed wybuchem II wojny światowej w pobliżu Saskiej Kępy planowano budowę lotniska komunikacyjnego na Gocławiu (lotnisko miało znajdować się częściowo także na terenach leżących w obecnych granicach administracyjnych Saskiej Kępy).

## Tereny zieleni i zbiorniki wodne

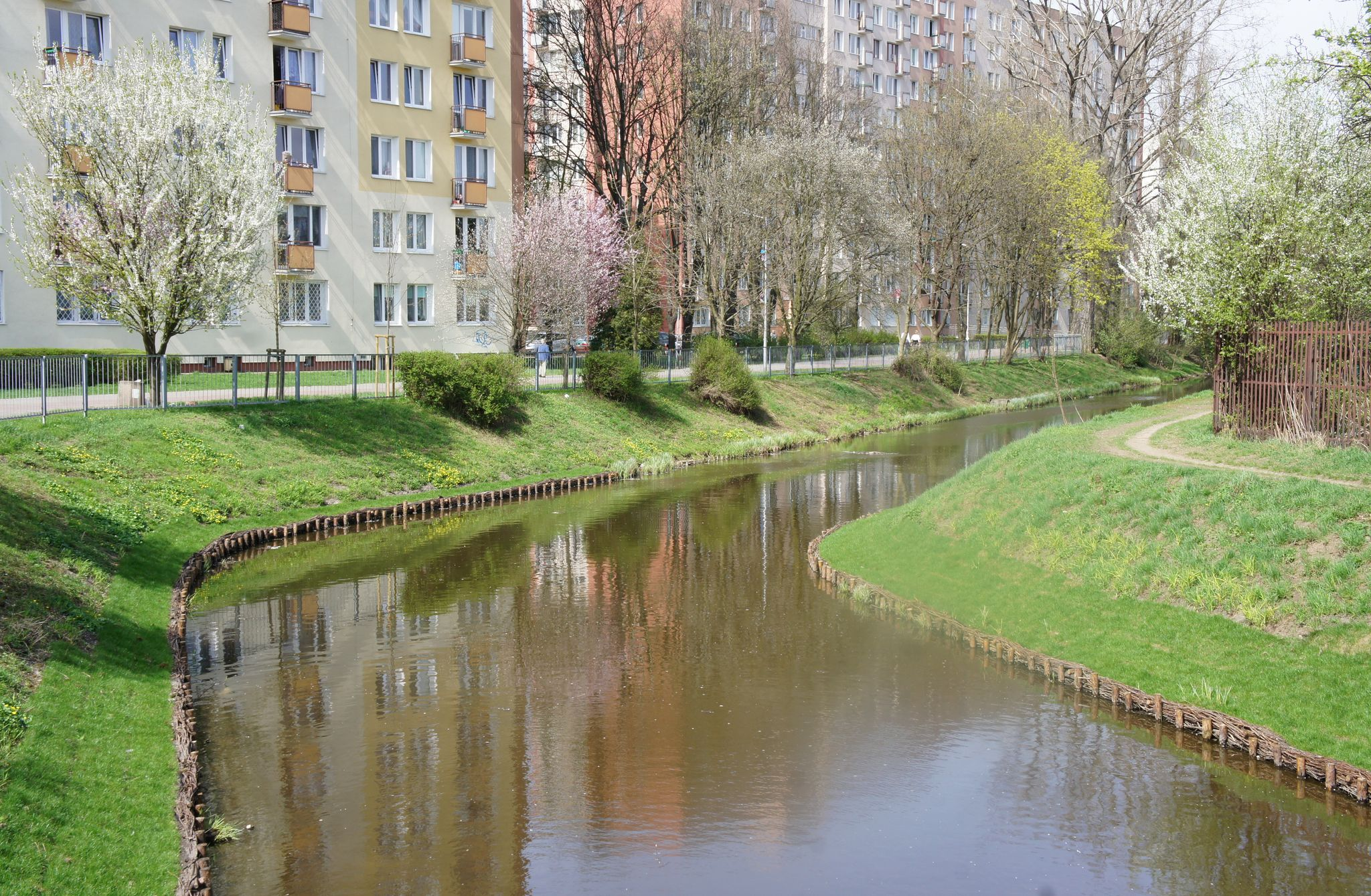
Kanał Wystawowy

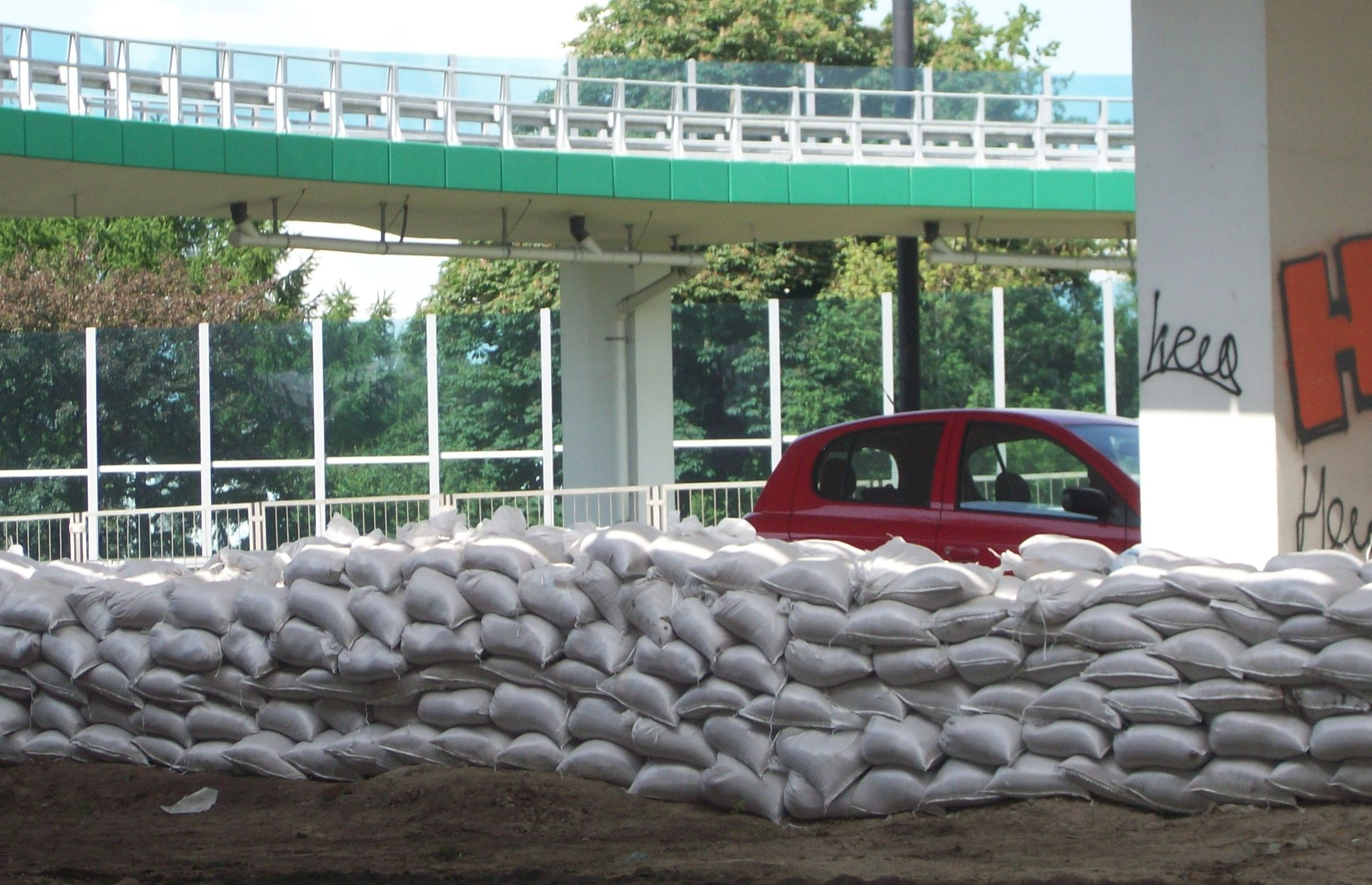
Worki z piaskiem na Wale Miedzeszyńskim w maju 2010 roku

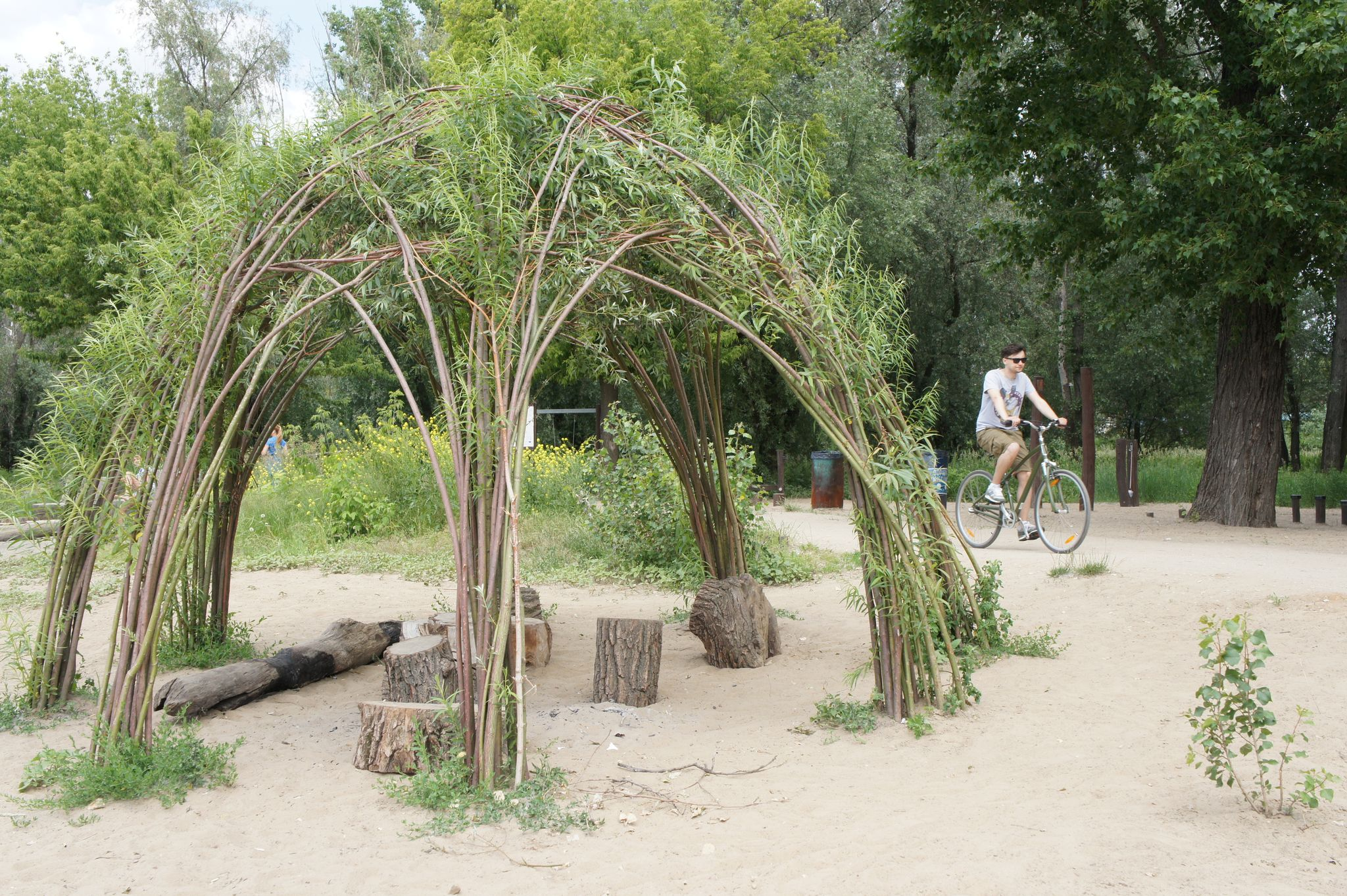
Nadwiślańska plaża na wysokości ulicy Krynicznej

Historyczny obszar Saskiej Kępy zajmuje tereny dawnego wiślanego ostrowu, od Pragi i Kamionka oddzielonego wiślaną łachą (obecnie jej fragment stanowi Jeziorko Kamionkowskie), od wschodu nieistniejącym obecnie ramieniem Wisły (jego pozostałością jest Jeziorko Gocławskie), od południa przechodziła w Kępę Gocławską. Obszar ten obejmuje poza dzisiejszym administracyjnym osiedlem Saska Kępa również tereny Parku Skaryszewskiego i Stadionu Narodowego. Jest to jednocześnie północna część ściśle związanego z Wisłą mikroregionu etnograficznego – Urzecza.
Obszar całej Saskiej Kępy położony jest na terenie wiślanego tarasu zalewowego zbudowanego z rzecznych utworów korytowych i średnioziarnistych (nieaktywna strefa korytowa i strefa łęgowa). Tereny te wznoszą się średnio od 3 do 5 metrów ponad poziom średnio niskiej wody Wisły, a od wschodu ograniczone są tzw. skarpą praską wyznaczającą granicę praskiego tarasu nadzalewowego.
Zachodnia część Saskiej Kępy jest powiślem. Powiśla są to obszary lądowe powstałe w wyniku przyłączenia do brzegu Wisły położonych w strefie korytowej kęp lub ostrowów. W tej części obszaru spotykane były bogate zadrzewienia grondowe. Są one typowe dla wysokich w pełni ukształtowanych ostrowów. Do dzisiaj zachowały się po nich jedynie pojedyncze stare dęby. Według Polińskiego Saską Kępę porastał prastary las liściasty. Przetrwał on częściowo do czasów insurekcji kościuszkowskiej, kiedy to został wykorzystany do budowy fortyfikacji praskich.
Obecnie Saska Kępa jest otoczona przez tereny zieleni. Od strony północnej znajduje się Park Skaryszewski z Jeziorkiem Kamionkowskim, od wschodniej – ogródki działkowe położone nad Kanałem Wystawowym, a od południa i zachodu – roślinność porastająca brzegi Wisły (teren ten stanowi część Obszaru Natura 2000 „Dolina Środkowej Wisły”). Ponadto wzdłuż większości ulic, pomiędzy blokami i w prywatnych ogrodach zasadzone są drzewa. Od lipca 2008 r. na wysokości ul. Krynicznej nad Wisłą wytyczona jest plaża, z której promem Słonka można przedostać się na drugi brzeg rzeki.
Park Skaryszewski bywa tradycyjnie łączony z Saską Kępą. Jego południowo-zachodni obszar leżał na tej samej wyspie, co zasadnicza część Saskiej Kępy, a Jezioro Kamionkowskie jest starorzeczem Wisły. Obszar na północ i wschód od rzeki (obecnie jeziorka) należał do miejscowości Kamion, a później Skaryszew. W 2010 r. cały park i przyległy do niego brzeg Wisły ze Stadionem Narodowym został administracyjnie włączony do osiedla Kamionek.
Wałem przeciwpowodziowym, który chroni nisko położoną Saską Kępę przed zalaniem, jest Wał Miedzeszyński. Dzięki niemu dzielnica od lat nie ucierpiała podczas okresów, w których Wisła wzbierała. Największe zagrożenie w ostatnich dekadach pojawiło się podczas powodzi w maju 2010 r. Podtopione zostały wówczas budynki usytuowane w międzywalu. Poziom rzeki osiągnął 779 cm, w związku z czym niżej położone odcinki wału zostały wzmocnione workami z piaskiem.

## Instytucje i życie kulturalne

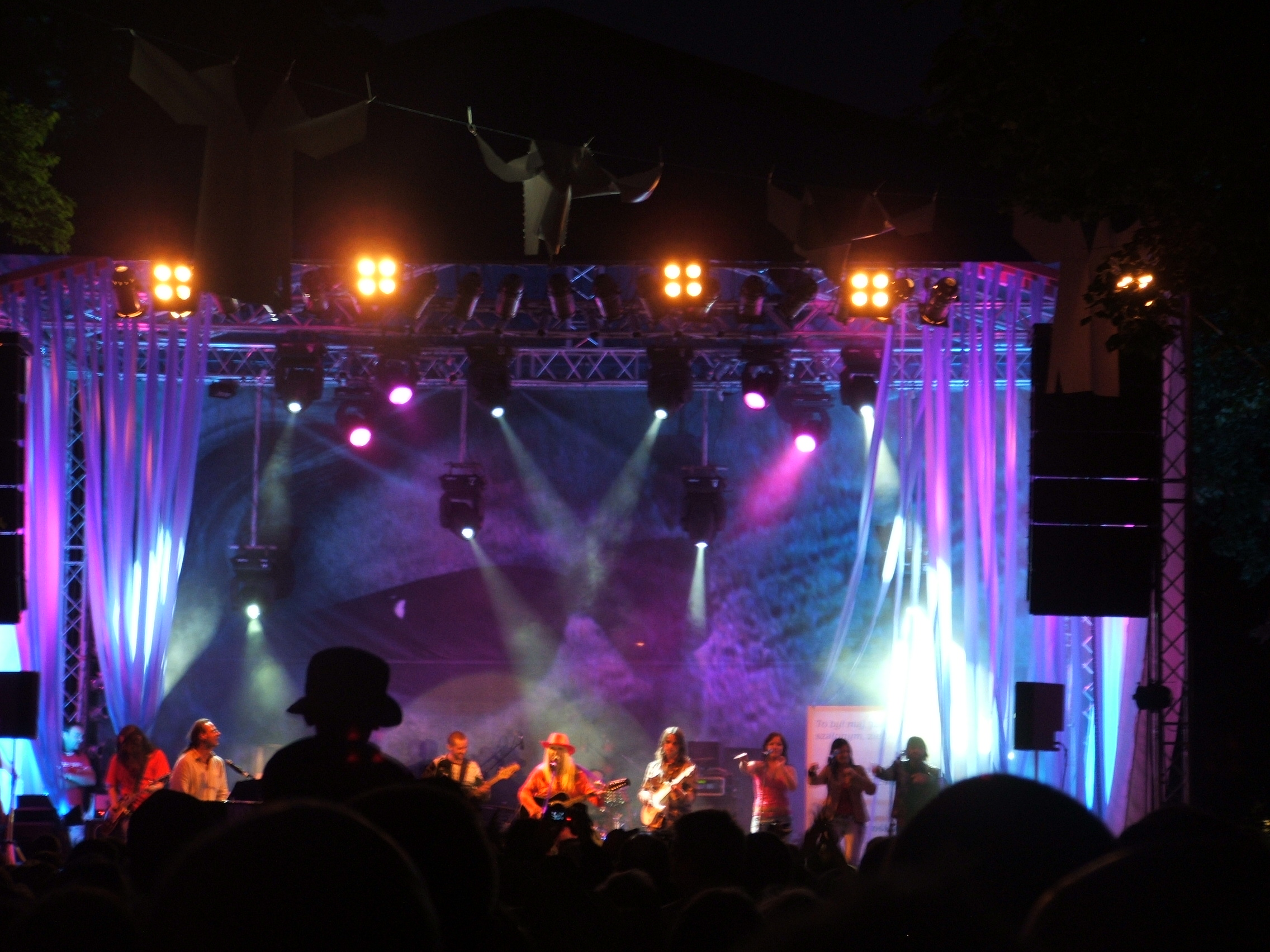
Występ Maryli Rodowicz w 2006 roku

Dawniej przy pl. Przymierza mieściło się kino Sawa, zostało jednak zlikwidowane, budynek wyburzono, a w jego miejscu wybudowano apartamentowiec z galerią handlową. Przy ul. Obrońców zlokalizowane są Galeria Sztuk Pięknych vV oraz Doświadczalna Pracownia Litografii, zaś przy ul. Jakubowskiej Dom Funkcjonalny. Przy ul. Brukselskiej w pobliżu Ronda Wolframa działa Klub Kultury Saska Kępa – od września 2011 jako filia Centrum Promocji Kultury, a jako samodzielna jednostka od stycznia 2015 roku.

### Święto Saskiej Kępy
Od 2006 roku na terenie dzielnicy organizowany jest uliczny festyn i towarzyszące mu występy artystyczne – Święto Saskiej Kępy. Większość imprez odbywa się na ulicy Francuskiej, która wówczas wyłączana jest z ruchu. Na organizowanych przy tej okazji koncertach występowali m.in. Maryla Rodowicz, Stanisław Sojka, Sława Przybylska i Skaldowie. Poza ofertą o charakterze rozrywkowym w czasie święta przypominane są również znane osoby związane z dzielnicą. Co roku impreza gromadzi tłumy mieszkańców z różnych części Warszawy.
Z uwagi na rosnącą rolę elementów stricte rozrywkowych i komercyjnych Święto Saskiej Kępy zaczęło wzbudzać kontrowersje. Krytyczne uwagi wobec masowego charakteru imprezy wyrażać zaczęli głównie mieszkańcy Saskiej Kępy i przedstawiciele lokalnych stowarzyszeń.

## Obiekty

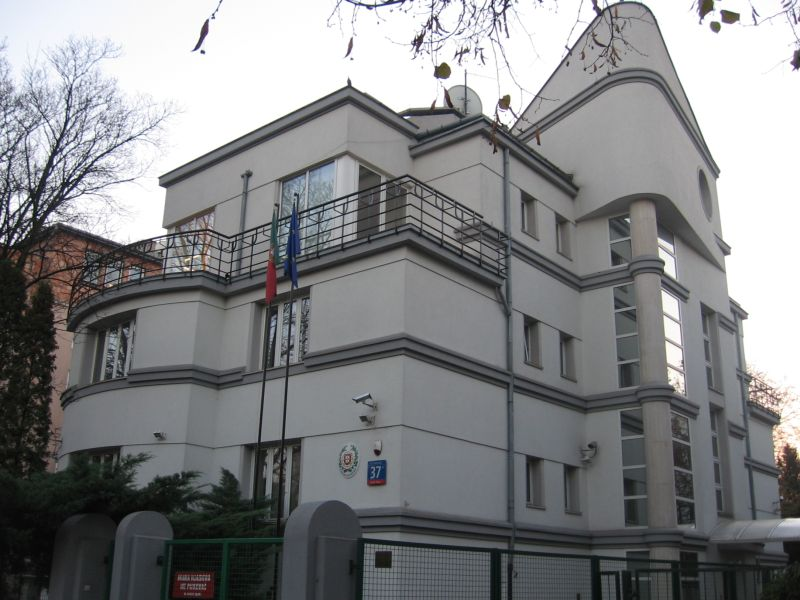
Dawny budynek ambasady Portugalii przy ul. Francuskiej, obecnie biurowiec

### Ambasady
Na Saskiej Kępie znajduje się wiele placówek dyplomatycznych obcych państw. Oprócz ambasad znajduje się tu kilka rezydencji ambasadorów – m.in. Turcji przy ul. Królowej Aldony, czy Australii przy ul. Ateńskiej.
| Państwo     | Placówka                                             | Adres                  |
| ----------- | ---------------------------------------------------- | ---------------------- |
| Algieria    | Ambasada Algierskiej Republiki Ludowo-Demokratycznej | ul. Dąbrowiecka 21     |
| Argentyna   | Ambasada Republiki Argentyńskiej                     | ul. Brukselska 9       |
| Azerbejdżan | Ambasada Republiki Azerbejdżanu                      | ul. Zwycięzców 12      |
| Brazylia    | Ambasada Federacyjnej Republiki Brazylii             | ul. Bajońska 15        |
| Egipt       | Ambasada Arabskiej Republiki Egiptu                  | ul. Alzacka 18         |
| Gruzja      | Ambasada Gruzji                                      | ul. Kryniczna 2        |
| Hiszpania   | Ambasada Królestwa Hiszpanii, Biuro Radcy Handlowego | ul. Genewska 16        |
| Indonezja   | Ambasada Republiki Indonezji                         | ul. Estońska 3/5       |
| Irak        | Ambasada Republiki Iraku                             | ul. Dąbrowiecka 9a     |
| Iran        | Ambasada Islamskiej Republiki Iranu                  | ul. Królowej Aldony 22 |
| Kolumbia    | Ambasada Republiki Kolumbii                          | ul. Zwycięzców 29      |
| Łotwa       | Ambasada Republiki Łotewskiej                        | ul. Królowej Aldony 19 |
| Malezja     | Ambasada Malezji                                     | ul. Gruzińska 3        |
| Portugalia  | Ambasada Republiki Portugalskiej                     | ul. Ateńska 37         |

### Kościoły i związki wyznaniowe

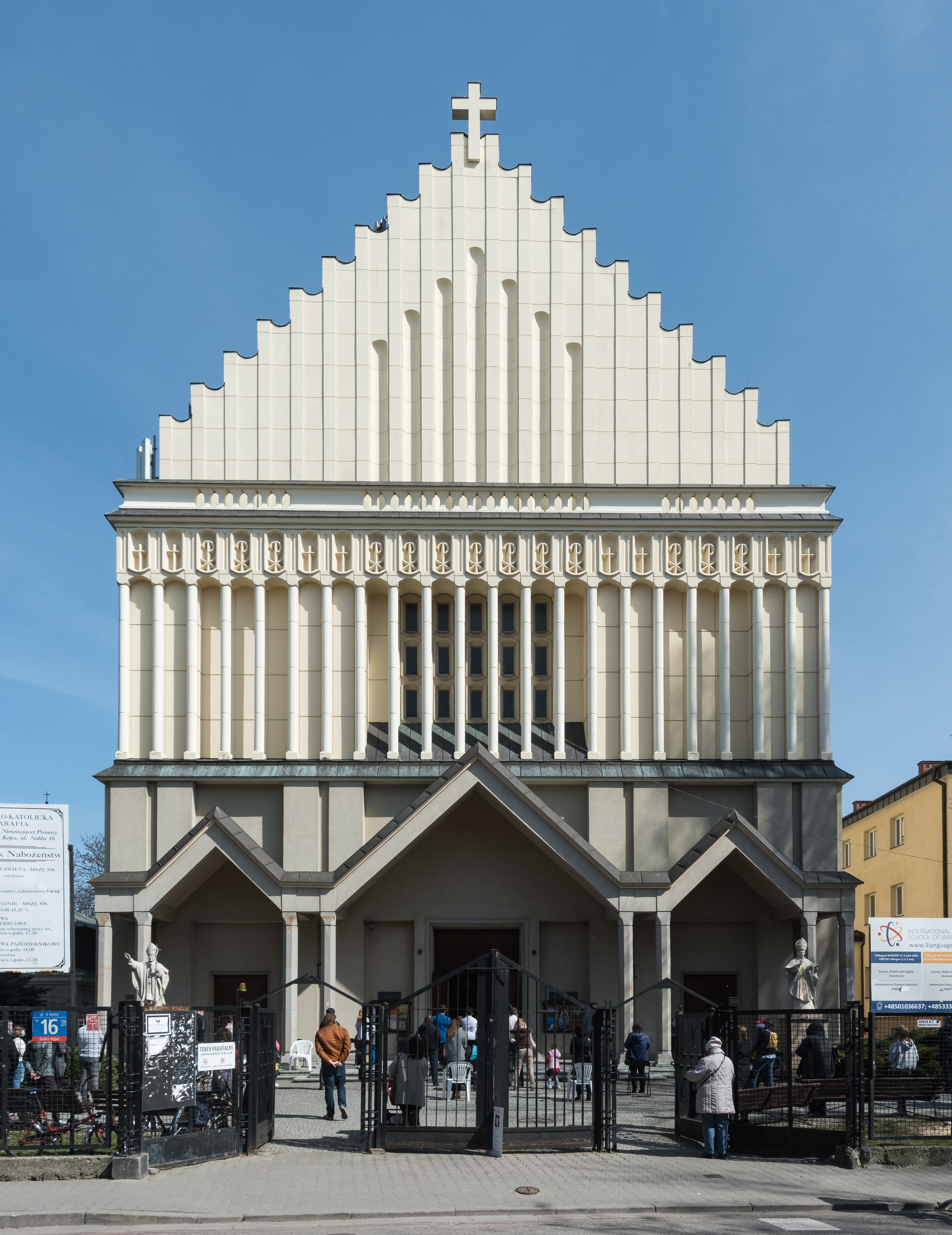
Kościół św. Andrzeja Boboli przy ul. Nobla

Przy ul. Nobla znajduje się kościół pw. św. Andrzeja Boboli. Jest to kościół parafialny rzymskokatolickiej Parafii Matki Boskiej Nieustającej Pomocy. Od roku 2002 na Saskiej Kępie funkcjonuje także druga parafia rzymskokatolicka – parafia Miłosierdzia Bożego z kościołem przy ul. Ateńskiej. Oprócz tych dwóch świątyń na Saskiej Kępie znajduje się także Cerkiew Wprowadzenia do Świątyni Przenajświętszej Bogurodzicy przy Prawosławnym Seminarium Duchownym przy ul. Paryskiej. Ponadto przy ul. Zakopiańskiej znajduje się zbór Wolnych Badaczy Pisma Świętego.

### Szkoły podstawowe i ponadgimnazjalne

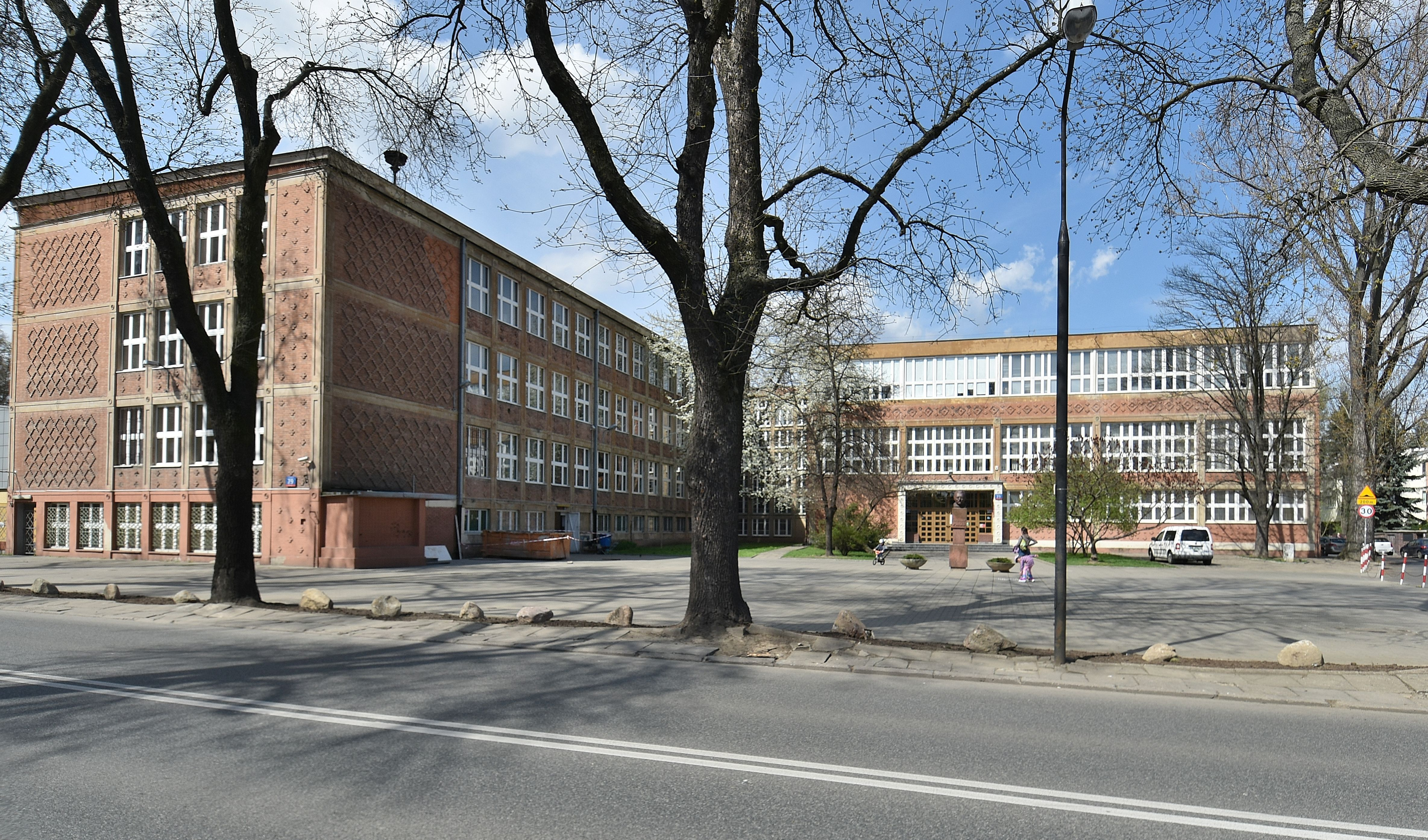
Gmach Zespołu Szkół nr 77 przy ul. Zwycięzców

| Szkoła                                                                                    | Adres                       | Uwagi                                                   |
| ----------------------------------------------------------------------------------------- | --------------------------- | ------------------------------------------------------- |
| Społeczna Szkoła Podstawowa nr 5 Społecznego Towarzystwa Oświatowego im. Zawiszy Czarnego | ul. Paryska 25              | -                                                       |
| Szkoła Podstawowa nr 143 im. Stefana Starzyńskiego                                        | al. Stanów Zjednoczonych 27 | –                                                       |
| Szkoła Podstawowa nr 168 im. Czesława Niemena                                             | ul. Zwycięzców 44           | -                                                       |
| Szkoła Podstawowa nr 282                                                                  | ul. Niekłańska 4/24         | w Szpitalu Dziecięcym SPZOZ im. prof. Jana Bogdanowicza |
| Szkoła Podstawowa nr 373 im. Ignacego Jana Paderewskiego                                  | ul. Angorska 2              | –                                                       |
| Szkoła Podstawowa nr 397 im. Bohaterów Olszynki Grochowskiej                              | ul. Afrykańska 11           | –                                                       |
| Branżowa Szkoła I Stopnia Nr 55                                                           | al. Stanów Zjednoczonych 24 | Zespół Szkół Łączności w Warszawie                      |
| Technikum Chemiczne nr 3 im. prof. dra Józefa Zawadzkiego                                 | ul. Saska 78                | Zespół Szkół nr 21                                      |
| Technikum Łączności im. prof. Janusza Groszkowskiego                                      | al. Stanów Zjednoczonych 24 | Zespół Szkół Łączności w Warszawie                      |
| IV Liceum Ogólnokształcące im. Adama Mickiewicza                                          | ul. Saska 59                | –                                                       |
| Liceum Ogólnokształcące Niepubliczne dla Dorosłych Nr 16                                  | ul. Angorska 2              | –                                                       |
| Uzupełniające Liceum Ogólnokształcące Niepubliczne dla Dorosłych Nr 18                    | ul. Angorska 2              | –                                                       |
| XXXV Liceum Ogólnokształcące z Oddziałami Dwujęzycznymi im. Bolesława Prusa               | ul. Zwycięzców 7/9          | -                                                       |
| LXXXVII Liceum Ogólnokształcące im. gen. Leopolda Okulickiego                             | ul. Saska 78                | Zespół Szkół nr 21                                      |
| XCVI Liceum Ogólnokształcące im. Agnieszki Osieckiej                                      | al. Stanów Zjednoczonych 24 | Zespół Szkół Łączności w Warszawie                      |
| Lycée Français de Varsovie                                                                | ul. Walecznych 4/6          | –                                                       |

### Uczelnie
| Nazwa                                       | Adres          |
| ------------------------------------------- | -------------- |
| Prawosławne Seminarium Duchowne w Warszawie | ul. Paryska 27 |

### Urzędy pocztowe
| Nazwa                       | Adres                      |
| --------------------------- | -------------------------- |
| Urząd pocztowy Warszawa 33  | al. Jerzego Waszyngtona 26 |
| Urząd pocztowy Warszawa 105 | ul. Francuska 11 A         |
| Urząd pocztowy Warszawa 111 | ul. Zwycięzców 46          |
| Urząd pocztowy Warszawa 117 | ul. Egipska 7              |

### Obiekty sportowe
- Stadion Narodowy przy Rondzie Waszyngtona[109]
- Ośrodek Sportu i Rekreacji – Środowiskowa Hala Sportowa SASKA przy ul. Saskiej[110]
- Międzyszkolny Ośrodek Sportowy nr 2 przy ul. Wał Miedzeszyński[111]

Na terenie Saskiej Kępy zlokalizowane są też jedna plenerowa siłownia miejska (przy ul. Algierskiej) oraz trzy stacje warszawskiego roweru publicznego Veturilo (dwie w pobliżu ul. Walecznych – jedna na rogu Francuskiej, druga na rogu Międzynarodowej; jedna na rogu Afrykańskiej i Egipskiej). W bezpośrednim sąsiedztwie Saskiej Kępy działają kolejne dwie (przy Stadionie Narodowym i przy Wybrzeżu Szczecińskim).

### Siedziby organizacji społecznych
- Białoruski Dom w Warszawie przy ul. Krynicznej[114]
- Polski Związek Ornitologiczny przy ul. Lipskiej[115]
- Obwód Praga-Południe ZHR przy ul. Jakubowskiej[116]
- Stowarzyszenie Polskich Kombatantów Obrońców Ojczyzny przy ul. Jakubowskiej[117]
- Dom Pomocy Społecznej im. Matysiaków przy ul. Arabskiej[118]
- Konfederacja Pracodawców Polskich przy ul. Brukselskiej[119]
- Fundacja Urszuli Jaworskiej – Bank Dawców Szpiku Kostnego przy ul. Międzynarodowej[120]
- Dzienny Dom Pomocy Społecznej przy ul. Walecznych[121]
- Fundacja Świętego Jana Jerozolimskiego przy ul. Królowej Aldony[122]
- Fundacja Dzieci Niczyje przy ul. Katowickiej[123]
- Dom Niewidomego Dziecka (filia Towarzystwa Opieki nad Ociemniałymi w Laskach) przy ul. Obrońców[124]
- Stowarzyszenie Pomocy Młodzieży Młodzież Polska przy ul. Saskiej[125]
- SELF – Pracownia Psychoterapii i Psychoedukacji przy ul. Walecznych[126]
- Zrzeszenie Osób Objętych Dekretem Warszawskim Dekretowiec przy ul. Dąbrowieckiej[127]
- Towarzystwo Przyjaźni Polsko-Niderlandzkiej i Fundacja Dom Holenderski przy ul. Katowickiej[128]
- Fundacja KOS – Korpus Ochotników Specjalistów przy ul. Francuskiej[129]
- Stowarzyszenie „Saska Kępa” przy Spółdzielni Budowlano-Mieszkaniowej Pracowników Kultury przy ul. Francuskiej[130]
- Fundacja Ocean Marzeń przy ul. Czeskiej[131]
- Fundacja Edukacji Międzykulturowej przy ul. Zwycięzców[132]
- Ośrodek Dzienny Warszawskiego Koła Polskiego Stowarzyszenia na rzecz Osób z Upośledzeniem Umysłowym[133]
- Stowarzyszenie ŁADna Kępa

### Inne

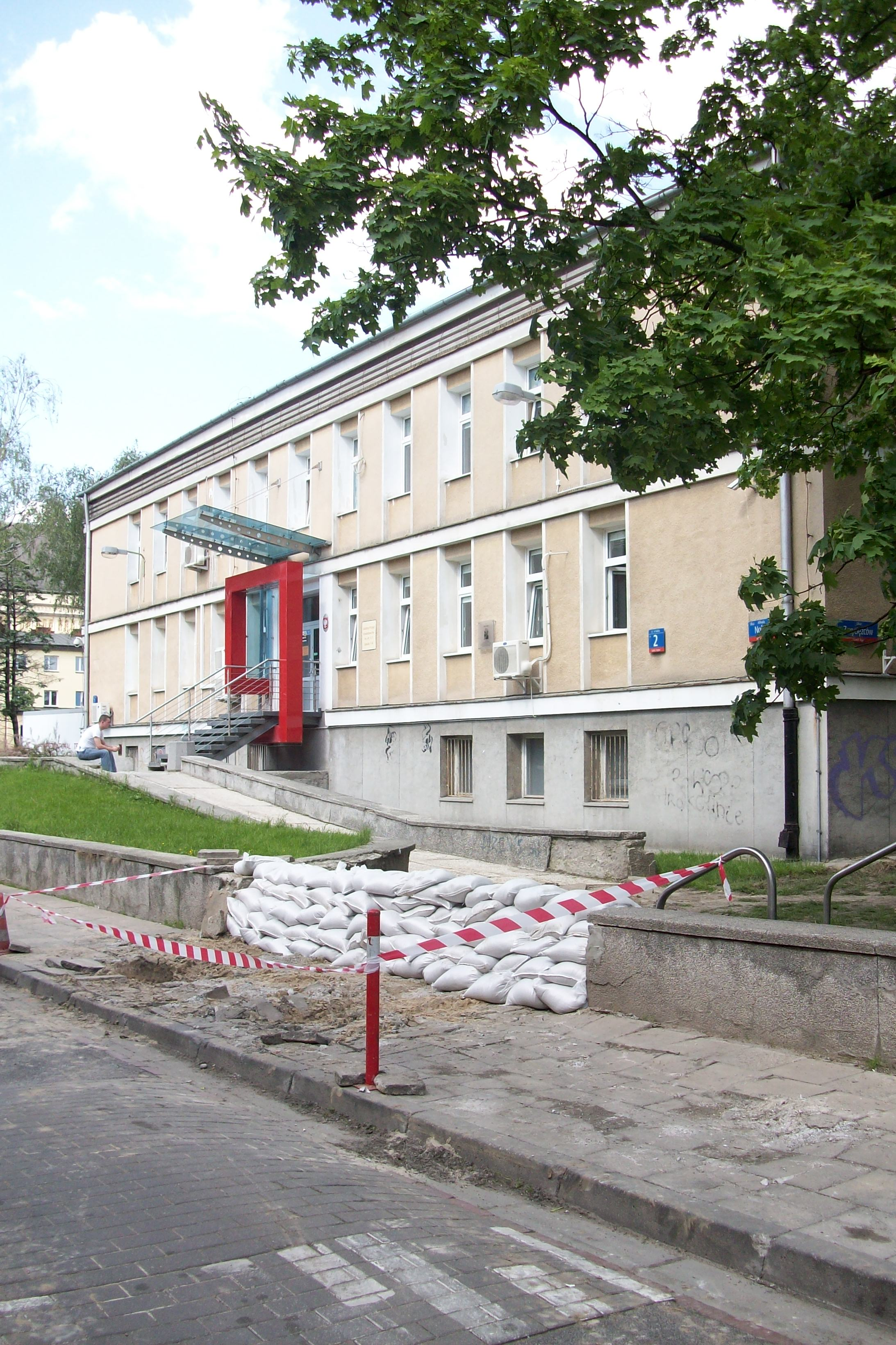
Regionalne Centrum Krwiodawstwa i Krwiolecznictwa przy ul. Nobla. Widoczne zabezpieczenia podczas powodzi w maju 2010 roku

- Siedziba Samorządu Mieszkańców Saskiej Kępy[134]
- Departament Nadzoru nad Aplikacjami Prawniczymi Ministerstwa Sprawiedliwości przy ul. Zwycięzców[135]
- Kancelaria Komornika Sądowego przy Sądzie Rejonowym dla Warszawy Pragi-Południe przy ul. Saskiej[136]
- Zakład Wodociągu Praskiego przy ul. Brukselskiej[137]
- Gruba Kaśka[138]
- Regionalne Centrum Krwiodawstwa i Krwiolecznictwa przy ul. Saskiej[139]
- Szpital Dziecięcy im. prof. dr. med. Jana Bogdanowicza przy ul. Niekłańskiej[140]
- Ognisko Pracy Pozaszkolnej nr 2 przy ul. Nobla[141] (dawniej: XIV Ogród Jordanowski). Od 2010 na terenie ogrodu znajduje się nowy budynek, m.in. z salą informatyczną i siłownią. Konstrukcja budynku zapewnia też możliwość użytkowania zimą jego dachu dla dzieci zjeżdżających na sankach[142].
- Galeria Handlowa Saska Kępa przy ul. Zwycięzców[143]

W 2004 na obszarze Saskiej Kępy został wyznaczony geodezyjny środek Warszawy (uznawany czasami za geograficzny), który został zlokalizowany przy adresie budynku Paryska 35. Stało się tak z uwagi na powiększenie się granic miasta o nowy obszar, któremu nadano status dzielnicy Wesoła. Z uwagi na dalszy spodziewany rozrost aglomeracji warszawskiej punkt ten niebawem ulegnie ponownemu przesunięciu.

## Saska Kępa w kulturze
Poza tym Saska Kępa pojawia się w kilku piosenkach, m.in. w Czas nas zmienia Jerzego Połomskiego oraz w śpiewanej przez Marylę Rodowicz Małgośce Agnieszki Osieckiej i w piosence Ding Dong zespołu 2 plus 1. Dzielnica stała się również tłem dla wielu powieści, w tym m.in. Stawiam na Tolka Banana Adama Bahdaja oraz Klasy pani Czajki, LO-terii, Tropicieli i Dzikiej autorstwa Małgorzaty Karoliny Piekarskiej. Pojawił się również w noweli Na Saskiej Kępie autorstwa Bolesława Prusa. Z kolei scenę charakterystyczną dla dawnej Saskiej Kępy uwiecznił malarz Franciszek Kostrzewski na swoim obrazie Cyrk na Saskiej Kępie (1852). Nieco późniejszy (1884) jest rysunek Aleksandra Gierymskiego pt. Prado na Saskiej Kępie w Warszawie. Z roku 1988 pochodzi film Romeo i Julia z Saskiej Kępy w reżyserii Edwarda Skórzewskiego.